# Prosvjetiteljstvo
Prosvjetiteljstvo, iluminizam ili doba razuma razdoblje je i pokret od 1650-ih do 1780-ih tijekom kojeg su intelektualne snage u Europi davale naglasak razumu (vidi racionalizam), analizi i individualizmu nasuprot tradicijskim linijama autoriteta. Promicali su ga filozofi i lokalni intelektualci u gradskim kavanama, salonima i masonskim ložama. Zagovornici prosvjetiteljstva dovodili su u pitanje i izazivali autoritet institucija koje su bile duboko ukorijenjene u društvu poput, primjerice, Katoličke Crkve, te se zalagali za reformu društva utemeljenom na znanosti i skepticizmu.
Mnogi su filozofi i znanstvenici pripadali tom razdoblju. Najpoznatiji od njih su Francis Bacon (1562. – 1626.), René Descartes (1596. – 1650.), John Locke (1632. – 1704.), Baruch Spinoza (1632. – 1677.), Pierre Bayle (1647. – 1706.), Voltaire (1694. – 1778.), Francis Hutcheson (1694. – 1746.), David Hume (1711. – 1776.), Cesare Beccaria (1738. – 1794.) i Isaac Newton (1642. – 1727.), a u Njemačkoj su najpoznatiji prosvjetitelji bili Gotthold Ephraim Lessing (1729. –  1781.), Nicolai, Reimarus, Georg Christoph Lichtenberg (1742. – 1799.) i Immanuel Kant (1724. – 1804.). Svi su oni utjecali na društvo objavljujući vrlo popularne radove. Pod utjecajem ideja prosvjetiteljstva mnogi su se vladari sastajali s intelektualcima tog doba i pokušavali primijeniti njihove reforme, prihvaćajući suživot različitih religija, započevši proces koji će kasnije biti poznat kao prosvijećeni apsolutizam. U istom razdoblju prosvjetiteljstva pokrenuta je znanstvena revolucija predvođena Isaacom Newtonom.
Nove ideje i vjerovanja širile su se kontinentom potencirane i povećanjem pismenosti među pučanstvom. Među najznačajnijim prosvjetiteljskim djelima bila je Encyclopédie (1751. – 1772.) koju su uredili Denis Diderot i (nakon 1759.) Jean le Rond d'Alembert. Uz Montesquieua, Voltairea i Rousseaua krug enciklopedista je bio filozofski najradikalniji (još i Helvetius, Holbach). Prodano je oko 25 000 kopija ove enciklopedije u 35 svezaka, polovica od njih izvan Francuske. Književna djela kao Voltaireovi Dictionnaire philosophique (Filozofski rječnik, 1764.) i Lettres philosophiques (Filozofska pisma, 1733.) bili su revolucionarna štiva koja su širila ideale prosvjetiteljstva. Neki od tih ideala pokazala su se vrlo utjecajnim i odlučujućim tijekom Francuske revolucije 1789. godine. Nakon revolucije uslijedio je suprotni intelektualni pokret poznat kao romantizam.

## Korištenje pojma
Pojam "prosvjetiteljstvo-iluminizam" (njemački Aufklärung, engleski Enlightenment, talijanski illuminismo) proizlazi iz francuske filozofije kao istovrjednik francuskog pojma Lumières (prvi ga je put koristio Dubos 1733. a postao je uobičajen oko 1751.). Na njemačkom govornom području ustalio se pojam Aufklärung (od aufklären = osvjetliti; sich aufklären = razbistriti) prema Kantovom eseju iz 1784. "Beantwortung der Frage: Was ist Aufklärung?" ("Odgovoriti na pitanje: što je to prosvjetiteljstvo?").
Međutim, povjesničari se nikad nisu slagali oko definicije prosvjetiteljstva, kao ni oko njegovog kronološkog i geografskog raspona. Pojmovi kao "les Lumières" (francuski), "illuminismo" (talijanski), "ilustración" (španjolski) i "Aufklärung" (njemački) odnosili su se na samo djelomično preklapajuće pokrete. Tek nakon kasnog 19. stoljeća engleski su se znanstvenici složili što podrazumijevaju pod pojmom "prosvjetiteljstva".
Historiografija prosvjetiteljstva počela je istovremeno kad i sam period, iz djela samih "figura prosvjetiteljstva" koji su pisali o vlastitim djelima. Dominantni element je intelektualni nazor kojeg su oni zauzeli. D'Alembertovo djelo Preliminary Discourse of l'Encyclopédie pruža čitatelju uvid u povijest prosvjetiteljstva kao i kronološku listu dostignuća u području općeg znanja, od kojih je Encyclopédie predstavljena kao vrhunac.
Drugi, više filozofski primjer toga je takmičenje u pisanju eseja iz 1783. (takmičenja u pisanju bila su uobičajena pojava u ono doba) u organizaciji berlinskog časopisa Berlinische Monatsschrift na zadanu temu: "Što je prosvjetiteljstvo?". Židovski filozof Moses Mendelssohn bio je među onima koji su se odazvali, te je definirao prosvjetiteljstvo kao proces kojim se čovjek educira koristiti razum (Jerusalem, 1783.).
Immanuel Kant je također napisao odgovor i definirao prosvjetiteljstvo kao "čovjekovo oslobođenje od vlastitog samonametnutog starateljstva", starateljstva opisanog kao "čovjekovu nesposobnost u korištenju svog razumijevanja bez usmjeravanja izvana". Za Kanta je prosvjetiteljstvo bilo "konačno odrastanje čovječanstva, emancipacija čovjekove svijesti od nezrelog stanja neznanja." Prema povjesničaru Royu Porteru, teza o oslobođenju ljudskog uma od dogmatskog stanja neznanja koja je prema njegovom tumačenju bila prevalentna u ono doba srž je onoga što je doba prosvjetiteljstva pokušalo doseći.
Prema Bretrandu Russelu, međutim, prosvjetiteljstvo je faza jednog postupnog razvoja, koji je započeo još u antici, a razum i preispitivanje postojećeg poretka bili su stalni ideali kroz cijelu povijest. Russell objašnjava da je prosvjetiteljstvo na posljetku proizašlo iz protestantske reakcije na katoličku protureformaciju, kad su se filozofski stavovi iz zadnje dvije stotine godina konačno kristalizirali u koherentan svjetonazor. Russel smatra da su se mnogi od filozofskih stavova, kao preferiranje demokracije u odnosu na monarhiju, u početku pojavili među protestantima ranog 16. stoljeća kao opravdanje njihove želje za raskidom odnosa s papom i Katoličkom crkvom. Premda su mnoge od tih filozofskih ideala kasnije preuzeli i katolici tijekom 18. stoljeća, prosvjetiteljstvo je prema Russelovom mišljenju glavna manifestacija raskola kojeg je započeo Martin Luther.
Chartier (1991.) objašnjava da je prosvjetiteljstvo izmišljeno u kasnijem razdoblju u svrhu postizanja političkih ciljeva. On tvrdi da su osnovni tekst kanona prosvjetiteljstva izmislili vođe Francuske revolucije, tako što su izabrali određene autore i identificirali ih sa samim pokretom prosvjetiteljstva kako bi legitimirali svoju republikansku političku agendu.
Jonathan Israel odbacuje pokušaje postmodernih i marksističkih povjesničara da se revolucionarne ideje tog razdoblja interpretiraju kao puki nusprodukti socijalnih i ekonomskih transformacija. On se umjesto toga fokusirao na povijest ideja u razdoblju od 1650. do kraja 18. stoljeća, te tvrdi da su same ideje uzrokovale promjene koje su najzad dovele do revolucija u zadnjoj polovici 18. i početkom 19. stoljeća. Israel objašnjava da se zapadna civilizacija do 1650-ih temeljila "na široko prihvaćenoj jezgri vjere, tradicije i autoriteta".
Do tog razdoblja većina intelektualnih rasprava vrtila se oko "konfesionalnog" – tj. oko katoličkih, luteranskih, kalvinističkih i ananglikanskih pitanja, a glavni cilj tih diskusija bilo je određivanje koji će vjerski blok imati "monopol istine i Bogom dan naslov autoriteta". Nakon tog razdoblja sve što se prije temeljilo na tradiciji dovedeno je u pitanje i često zamijenjeno novim konceptima u svjetlu filozofskog razmišljanja. Nakon druge polovice 17. stoljeća i tijekom 18. stoljeća "ustalio se opći proces racionalizacije i sekularizacije i ubrzo je potisnuo stoljećima staru hegemoniju teologije na području znanja", tako da su religijske rasprave postale od sekundarnog značaja u korist "ekskalirajućeg konteksta konfrontacije između vjere i skepse".

### Vremensko razdoblje
Ne postoji suglasje oko točnog početka doba prosvjetiteljstva, najčešće se kao početak prosvjetiteljstva uzima početak 18. stoljeća (1701.) ili sredina 17. stoljeća (1650.). Ako se njegov početak povuče natrag do sredine 17. stoljeća, prosvjetiteljstvo vuče svoje podrijetlo iz Descartesovog' Discours de la méthode, objavljenog 1637. U Francuskoj se često kao početak smatra Newtonova Principia Mathematica iz 1687. Mnogi povjesničari i filozofi smatraju da je prosvjetiteljstvo počelo kad je Descartes pomaknuo epistemološku bazu od vanjskog autoriteta na unutarnju izvjesnost njegovom frazom cogito ergo sum objavljenom 1637.
Kao kraj prosvjetiteljstva većina znanstvenika uzima zadnje godine 18. stoljeća: ili Francusku revoluciju 1789. ili početak Napoleonskih ratova (1804. – 1815.).
Osim toga, pojam "prosvjetiteljstvo" smatra se anakronim i često se primjenjuje i na druga razdoblja. U svom djelu "Dijalektika prosvjetiteljstva", Max Horkheimer i Theodor W. Adorno vide, na primjer, nagli razvoj društva u 20. stoljeću kao kasnu posljedicu prosvjetiteljstva: ljudi su se samoproglasili "gospodarima" svijeta oslobođenog magije, istina se podrazumijeva kao sustav, racionalnost je postala instrument i ideologija kojom aparati moći čuvaju vlast, civilizacija je kliznula u barbarstvo i fašizam, civilizacijski efekti prosvjetiteljstva preokrenuli su se u njihovu suprotnost; i baš je to, kako tvrde oni, posljedica problematične strukture načina razmišljanja u prosvjetiteljstvu. Jürgen Habermas se ne slaže s nazorom svojih učitelja (Adorna i Horkheimera) o prosvjetiteljstvu kao procesu propadanja. On priča o "nedovršenom projektu modernosti" koji, u procesu komunikacijskog djelovanja, uvijek zahtijeva racionalno razmišljanje.

## Ciljevi
Iako su mislioci prosvjetiteljstva općenito dijelili sličan skup vrijednosti, njihova su se filozofska gledišta i metodološki pristup u postizanju ciljeva bitno razlikovali i često su bili kontradiktorni. Kao što je Outram primijetio, prosvjetiteljstvo je obuhvaćalo "mnoge različite puteve, koji su se i geografski i vremenski razlikovali, ka postizanju zajedničkih ciljeva napretka, tolerancije i uklanjanja zlouporaba unutar crkve i države".
U svojem eseju "Što je prosvjetiteljstvo?" (1784.), Immanuel Kant ga jednostavno opisuje kao slobodu pojedinca da koristi vlastitu inteligenciju. U širem smislu, prosvjetiteljstvo je okarakterizirano povećanim empirizmom, znanstvenom preciznošću i redukcionizmom, paralelno s povećanim dovođenjem u pitanje religiozne ortodoksije.
Povjesničar Peter Gay tvrdi da je prosvjetiteljstvo provalilo kroz "sveti krug," čija je dogma ograničavala razmišljanje. "Sveti krug" je pojam koji on koristi za opis međuovisnog odnosa između nasljedne aristokracije, crkvenih vođa i biblijskih tekstova. Ova se međuovisnost manifestira kod prizivanja doktrine "Božjeg prava kraljeva na vladavinu" od strane samih kraljeva. Crkva je stoga blagoslivljala vladavinu kralja, a kralj je štitio crkvu.
Zafirovski (2010.) tumači da je prosvjetiteljstvo bilo izvor ideja kao što je centralitet političke slobode, demokracije, i razuma kao primarnih vrijednosti u društvu nasuprot božanskom pravu kraljeva i tradicije kao vladajućeg autoriteta. Ovaj nazor implicira da će uspostava prava na ugovornoj bazi dovesti do razvoja tržišnog modela i kapitalizma, razvoja znanstvene metode, religijske tolerancije, i organizacije države kao samovladajuće republike na demokratskim osnovama. Prema ovom nazoru, posebno je tendencija primjene racionalnosti smatrana suštinskom promjenom. Kasnije kritike prosvjetiteljstva, kao one romantičara u 19. stoljeću, tvrdile su da su ciljevi za postizanje racionalnosti u čovječjim poslovima previše ambiciozni da bi se mogli postići.
Različiti pokreti u 19. stoljeću, uključujući i liberalizam i neoklasicizam, temelje svoje intelektualno nasljeđe u prosvjetiteljstvu.

## Razlike među zemljama
Prosvjetiteljstvo se kao pokret uspostavilo u većini europskih zemalja, često sa specifičnim lokalnim različitostima. U Francuskoj je, na primjer, asociran s protuvladinim i protucrkvenim radikalizmom, dok je u Njemačkoj prodro duboko u srednji sloj i poprimio je spiritualistički i nacionalistički ton bez da ugrožava vlast ili crkvu.
Odgovor vlasti se uvelike razlikovao. Vlast u Francuskoj bila je neprijateljski ustrojena prema prosvjetiteljstvu i njegovi su se pristaše borili protiv cenzure, a često su bili zatvarani i tjerani u egzil. Britanska vlast je uglavnom ignorirala vođe prosvjetiteljstva u Engleskoj i Škotskoj, iako je Isaacu Newtonu dodijelila titulu viteza i vrlo dobro plaćenu službu u vladi.

### Prosvijećeni apsolutizam
U mnogim su nacijama moćni vladari, koje povjesničari nazivaju "prosvijećenim apsolutistima", pozdravljali vođe prosvjetiteljstva na svom dvoru i tražili pomoć od njih u pisanju zakona i programa reformi političkog i društvenog sustava, usmjerenih uglavnom na razvoj jakih nacionalnih država. Najistaknutiji među tim vladarima bili su Fridrik II. Veliki kralj Prusije, Katarina Velika, ruska carica od 1762. do 1796., Leopold II, koji je vladao Velikim Toskanskim Vojvodstvom od 1765. do 1790. i Josip II, austrijski car od 1780. do 1790. Josip je bio pretjerani entuzijast, te je započeo mnoge reforme koje su imale vrlo malu podršku izazvavši tako mnoge pobune. Njegova je vladavina postala predmetom ismijavanja i gotovo svi programi reformi su naposljetku povučeni. Stariji ministri Sebastião José de Carvalho e Melo u Portugalu i Johann Friedrich Struensee u Danskoj također su vladali u skladu s idealima prosvjetiteljstva.

### Britanija

#### Škotska
Do 1750. u većim škotskim gradovima već je bila stvorena umrežena intelektualna infrastruktura sveučilišta, debatnih društava, biblioteka, časopisa, muzeja i masonskih loža. Ova mreža institucija u Škotskoj bila je "pretežno liberalno kalvinistička, njutonska i po karakteru orijentirana na 'dizajn'‏ što je igralo veliku ulogu u daljem razvoju prekoatlantskog prosvjetiteljstva". Voltaire je u Francuskoj izjavio "mi gledamo na Škotsku za sve naše ideje o civilizaciji," a Škoti su isto tako budno pratili francuske prosvjetiteljske ideje. Povjesničar Bruce Lenman je izjavio da je "središnje dostignuće Škota bila nova sposobnost prepoznavanja i interpretacije društvenih prilika." Prvi značajni filozof škotskog prosvjetiteljstva bio je Francis Hutcheson, profesor filozofije na Sveučilištu u Glasgowu od 1729. do 1746. Bio je filozof morala koji je osmislio alternativu idejama Thomasa Hobbesa, a jedna od njegovih značajnijih doprinosa filozofiji je utilitaristički i konzekvencijalistički princip da je vrlina ono što po njegovim riječima "donosi najveću sreću što većem broju ljudi". Veliki dio njegovih misli inkorporiran je u znanstvenu metodu (priroda znanja, dokaza, iskustva i uzroka), a neke moderne stavove o odnosu znanosti i religije razvili su njegovi štićenici David Hume i Adam Smith. Hume je postao značajna ličnost tradicije skepticizma i empirizma u filozofiji. On i drugi mislioci škotskog prosvjetiteljstva razvili su 'znanost o ljudskoj prirodi', povijesno izraženu u djelima Jamesa Burnetta, Adama Fergusona, Johna Millara, i Williama Robertsona. Oni su spojili znanstvene studije o tome kako se ljudi ponašaju u drevnim i primitivnih kulturama s jakom sviješću o determinantnim silama modernosti. Iz ovog se pokreta razvila moderna sociologija i Humeovi su filozofski koncepti izravno utjecali na Jamesa Madisona (posljedično i na Ustav Sjedinjenih Američkih Država), a popularizirao ih je Dugald Stewart, te su tako postali temelj klasičnog liberalizma. Adam Smith objavljuje "Bogatstvo nacija" (The Wealth of Nations), što je često smatrano prvim djelom moderne ekonomije. Ono je imalo trenutni učinak na britansku ekonomsku politiku koja traje i danas u 21. stoljeću. Žarište škotskog prosvjetiteljstva kretalo se od intelektualnih i ekonomskih tema do znanstvenih, kao što su radovi fizičara i kemičara Williama Cullena, agronoma Jamesa Andersona, kemičara i fizičara Josepha Blacka i Jamesa Huttona, prvog modernog geologa.
Francis Hutcheson, Adam Smith i David Hume utrli su put modernizaciji Škotske i cijelog atlantskog svijeta. Hutcheson, otac škotskog prosvjetiteljstva, zagovarao je političku slobodu i pravo naroda na pobunu protiv tiranije. Adam Smith, u svom monumentalnom djelu ("Bogatstvo nacija") (Wealth of Nations) (1776.), promicao je slobodu u sferi trgovine i svjetske ekonomije. Hume je pak razvio filozofske koncepte koji su izravno utjecali na Jamesa Madisona i posljedično na Ustav SAD-a.
Na napredak u znanosti je između ostalog utjecalo otkriće ugljičnog dioksida od strane kemičara Josepha Blacka, James Huttonov argument dubokog vremena u geologiji i Wattovo otkriće parnog stroja. Na sličan način, Medicinska škola Sveučilišta u Edinburghu je nedvojbeno bila vodeća znanstvena institucija Europe. Studenti iz dalekih zemalja dolazili su na ovo sveučilište kako bi izučavali kemiju s Williamom Cullenom, Jamesom Blackom i Thomasom Charlesom Hopeom, prirodoslovlje s Johnom Hopeom, Johnom Walkerom i Robertom Jamesom, te anatomiju s Alexanderom Monroom primusom, secondusom i tertiusom.
Drugu fazu škotskog prosvjetiteljstva, od 1780-ih do 1810-ih, činila je mlađa generacija znanstvenika usmjerena ka popularizaciji ideja svojih prethodnika. Rezultat je reinterpretacija i popularizacija škotskog prosvjetiteljstva kao skupa ideala koji su pak imali bitan utjecaj na razvoj liberalne politike i na sveučilišni sustav Britanije, SAD-a i, kasnije, Australije. Vođa ovog pokreta je de facto bio Dugald Stewart. Ostali značajni pripadnici mlađe generacije škotskih prosvjetitelja bili su Walter Scott, Alexander Fraser Tytler, James Hall i John Playfair.
Dugald Stewart je bio student Adama Fergusona u Edinburghu. Kasnije je proveo 1771. i 1772. godinu pod učenjem Thomasa Reida u Glasgowu. Reid je imao presudan utjecaj na Stewartov filozofski razvoj, više nego Ferguson. Od mlade dobi, Dugald Stewart je pokazivao tipičnu inteligenciju polihistora. Iako je njegov osnovni interes bila filozofija, njegovim talentom za matematiku dobio je prvi posao, u svojoj 25. godini života, kao profesor matematike u Edinburghu. Držao je tu poziciju najprije sa svojim ocem Matthewom Stewartom, a kasnije ga je i naslijedio. Privremeno je i zamjenjivao Fergusona na katedri moralne filozofije od 1778. do 1779., dok je on boravio u Americi po nalogu britanske vlade, da bi u konačnici preuzeo poziciju svog oca 1785. Držao je tu katedru 25 godina i toliko je dobro predavao da je u trenutku umirovljenja 1810. imao istaknutu reputaciju u Europi i Sjevernoj Americi. Stewart je imao ogromni utjecaj na intelektualnu klimu svog vremena, djelom kroz svoja predavanja, a djelom kroz pisana djela. Privlačio je studente iz Engleske, Europe i Amerike, kao i lokalne studente, u brojkama koje prije nisu bile viđene. Njegov je utjecaj bio izuzetan. Lord Cockburn, Stewartov student i kasnije istaknuti škotski sudac, zabilježio je: "Za mene su Stewartova predavanja bila kao otvaranje nebesa. Osjećao sam tada kao da sam imao dušu. Dugald Stewart je jedan od najvećih didaktičkih govornika". Stewart je predavao na Sveučilištu u Edinburghu tijekom 1790-ih, a kasnije je iznosio svoje stavove britanskoj publici preko svojih knjiga i niza eseja objavljenim u časopisima koji su izlazili u Britanskom Carstvu. Ove kasnoprosvjetiteljske publikacije, u kombinaciji s mnogim njegovim knjigama, imale su duboki utjecaj na utilitarizam, psihologiju, metafiziku, političku ekonomiju i presudno na klasični liberalizam 19. stoljeća.

#### Engleska
Godine 1651. Thomas Hobbes objavljuje knjigu Leviathan, stvarajući tako osnove za teoriju društvenog ugovora. Iako je bio zagovaratelj apsolutističke monarhije, Hobbes je također razvio neke od osnova europske liberalne misli: pravo pojedinca, prirodnu jednakost svih ljudi, artificijelni karakter političkog uređenja (koji je kasnije doveo do razlikovanja između civilnog društva i države), nazor da svaka legitimna politička vlast mora biti "zastupnička" i utemeljena na pristanku ljudi, te liberalno tumačenje zakona koja ostavlja ljude slobodnima činiti što god žele sve dok to nije eksplicitno zabranjeno zakonom.
John Locke je bio jedan od najutjecajnijih mislilaca prosvjetiteljstva. Utjecao je na mnoge druge mislioce, između ostalih i na Rousseaua i Voltairea. "On je jedan od otprilike tucet mislilaca koji su ostali u sjećanju po utjecajnim doprinosima u širokom spektru filozofskih potpodručja – u Lockeovom slučaju to je epistemologija, filozofija jezika, filozofija uma, metafizika, racionalna teologija, etika, i politička filozofija."
Čvrsto vezan za Anthonyja Ashleyja Coopera, prvog grofa Shaftesburyja, vođe parlamentarne skupine koja je kasnije izrasla u partiju vigovaca, Locke je i danas poznat po svom liberalizmu u političkoj teoriji. Poznat je po tome što je dodatno razvio teoriju društvenog ugovora, ideju u političkoj filozofiji tipično povezanu za Lockea i Rousseaua. Teorija navodi da vlada i njezini subjekti ulaze u neizgovoreni ugovor kad vlada preuzme moć. Ugovor pretpostavlja da u zamjenu za prijenos nekih društvenih sloboda na vladu i prava vlade da uspostavi zakone, ljudi dobivaju i imaju pravo dobivati zaštitu. Autoritet vlade leži u pristanku onih kojima se vlada. Locke je dobro poznat po svojoj izjavi da pojedinci imaju pravo na "život, slobodu i vlasništvo", i po svojem vjerovanju da prirodno pravo na vlasništvo proizlazi iz rada. Pod podučavanjem Lockea, Anthony Ashley Cooper, treći grof Shaftesburyja napisao je 1706.: "Postoji snažno svijetlo koje se širi svijetom, posebno iz ovih dviju slobodnih nacija Engleske i Nizozemske prema kojima se europski poslovi sada okreću".
Mary Wollstonecraft je bila jedna od najranijih engleskih feminističkih filozofkinja. Zalagala se za društvo utemeljeno na razumu, i da žene isto kao i muškarci budu tretirane kao razumna bića. Najviše je poznata po svom djelu A Vindication of the Rights of Woman (1791.).

#### Trinaest američkih kolonija
Mnogi Amerikanci, posebno Benjamin Franklin i Thomas Jefferson, imali su značajnu ulogu u prijenosu ideja prosvjetiteljstva u Novi svijet, a istovremeno su utjecali na britanske i francuske mislioce.
Američki mislioci čvrsto su slijedili političke ideje engleskih i škotskih prosvjetitelja, kao i nekih francuskih mislioca, primjerice, Montesquieua. Kao deisti, bili su pod utjecajem ideja Johna Tolanda (1670. – 1722.) i Matthewa Tindala (1656. – 1733.). Za vrijeme prosvjetiteljstva u američkim se kolonijama davao jak naglasak na slobodarstvo, demokraciju, republikanizam i religijsku toleranciju. Pokušaji pomirenja znanosti i religije rezultirali su masovnim odbacivanjem proročanstava, čuda i otkrivenja, te preferiranja deizma, što je vidljivo u Paineovom djelu "Doba razuma" (The Age of Reason) i kod Thomasa Jeffersona u njegovoj kratkoj Bibliji, iz koje su uklonjeni svi nadnaravni aspekti.
Benjamin Franklin je imao velik utjecaj u Engleskoj, Škotskoj i Sjedinjenim Američkim Državama i Francuskoj, zbog svog političkog aktivizma i zbog otkrića u fizici.
Kulturalna razmjena tijekom prosvjetiteljstva tekla je u oba smjera preko Atlantika. Povjesničar Charles C. Mann ističe da su mislioci kao Paine, Locke i Rousseau isticali običaje američkih Indijanaca kao primjer prirodne slobode.

### Nizozemska
U Nizozemskoj se prosvjetiteljstvo razvilo za vrijeme nizozemskog zlatnog doba. Dostignuća onog doba imat će duboki utjecaj u oblikovanju zapadne civilizacije, pošto je znanost, umjetnost, filozofija i ekonomski razvoj u Nizozemskoj procvjetao. Neke od ključnih ličnosti nizozemskog prosvjetiteljstva bile su: René Descartes, tvorac izreke cogito ergo sum, Baruch Spinoza, filozof koji je pisao o panteizmu i filozofiji jedne tvari kao kritici Kartezijevog dualizma, Pierre Bayle, francuski filozof koji se zalagao za odvajanje znanosti od religije, Eise Eisinga, astronom i graditelj prvog planetarija, Lodewijk Meyer, radikalni mislilac koji je tvrdio da je Biblija mračna i sumnjiva, Adriaan Koerbagh, mislilac i kritičar religije i konvencionalnog morala i prirodoslovac Burchard de Volder.

### Grčka
Prosvjetiteljstvu u Grčkoj značajan su poticaj dali dobrostojeći grčki trgovci u velikim gradovima Otomanskog Carstva. Najvažniji centri grčkog učenja, škole i sveučilišta, bili su u Janjini, Kiosu, Smirni (İzmir) i Ayvalıku. Prijenos ideja prosvjetiteljstva u grčku kolektivnu misao, također je utjecao na razvoj nacionalne svijesti. Publikacija časopisa Hermes o Logios ojačao je ideje prosvjetiteljstva. Cilj ovog časopisa bio je jačanje grčke znanosti, filozofije i kulture. Dvije značajnije ličnosti grčkog prosvjetiteljstva su, Rigas Feraios i Adamantios Korais, ohrabrivali su grčke nacionaliste na prihvaćanje moderne političke misli.

### Italija
U Italiji je došlo do velikih promjena za vrijeme prosvjetiteljstva, što je imalo utjecaj i na talijansku filozofiju. Prosvijećeni mislioci često su se okupljali u privatnim salonima i kavanama, te organizirali debate, najviše u Milanu, Torinu i Veneciji. Gradovi s važnim sveučilištima kao Padova, Bologna, Napulj i Rim ostali su, međutim, veliki centri školstva s istaknutim intelektualcima kao što je Giambattista Vico (1668. – 1744.) i Antonio Genovesi. Dijelovi talijanskog društva dramatično su se promijenili tijekom prosvjetiteljstva, Leopold II od Toskane je primjerice ukinuo smrtnu kaznu u Toskani. Utjecaj crkve je značajno smanjen, što je dovelo do razdoblja jakog intelektualnog razvoja i izuma, tijekom kojeg su znanstvenici Alessandro Volta i Luigi Galvani došli do novih otkrića i izrazito mnogo pridonijeli zapadnoj znanosti. Cesare Beccaria, jedan od najvećih talijanskih pisaca prosvjetiteljstva, postao je poznat po svom kapitalnom djelu O zločinima i kaznama (1764.), kasnije prevedenom na 22 jezika. Drugi istaknuti intelektualac bio je Francesco Mario Pagano, autor važnijih studija kao što su Saggi Politici ("Politički eseji", 1783.), jedan od značajnijih djela prosvjetiteljstva u Napulju, i Considerazioni sul processo criminale ("Osvrti o kriminalnom procesu", 1787.), koji su ga uzdigli na status međunarodnog autoriteta u kriminalnom pravu.

### Francuska
Sredinom 18. stoljeća, Pariz je postao centrom prave eksplozije filozofske i znanstvene aktivnosti koja je izazivala tradicionalne doktrine i dogme. Francuski povjesničari obično smještaju ovo razdoblje, nazvan Siècle des Lumières (vijek prosvjetitelja), između 1715. i 1789., od početka vladavine Luja XV do francuske revolucije. Filozofski pokret predvođen Voltaireom i Jean-Jacques Rousseauom, na osnovu principa da bi se društvo trebalo temeljiti na razumu umjesto na vjeri i katoličkoj doktrini, zalagao se za uspostavu novog građanskog poretka prema prirodnom zakonu i na znanosti utemeljenoj na eksperimentima i promatranju. Filozof politike Montesquieu uveo je ideju podjele vlasti kod vladanja državom, koncept kojeg su s entuzijazmom prihvatili autori Ustava Sjedinjenih Američkih Država. Iako mislioci francuskog prosvjetiteljstva nisu bili revolucionari, a mnogi od njih bili su pripadnici plemstva, njihove su ideje igrale veliku ulogu u potkopavanju legitimiteta Starog poretka i oblikovanju Francuske revolucije.
Veći dio znanstvene aktivnosti zbivao se u Louvreu, gdje se nalazi Francuska akademija znanosti osnovana 1666., a imala je sekcije za geometriju, astronomiju, mehaniku, anatomiju, kemiju i botaniku. Pod vladavinom Luja XVI dodane su sekcije fizika, prirodoslovlje i mineralogija. Francuski znanstvenici bili su na istoj razini s onim britanskim u matematici i astronomiji i napredniji u kemiji i prirodoslovlju. Biolog i prirodoslovac Georges-Louis Leclerc, Comte de Buffon vodio je botanički vrt Jardin des Plantes i učinio ga vodećim središtem istraživanja u botanici. Matematičari Joseph-Louis Lagrange, Jean-Charles de Borda i Pierre-Simon Laplace, botaničar René Louiche Desfontaines, kemičari Claude Louis Berthollet, Antoine François, comte de Fourcroy i Antoine Lavoisier, pridonijeli su novoj znanstvenoj revoluciji koja se zbila u Parizu.
Pariški izdavači knjiga su svojom aktivnošću proširili diljem Europe nove ideale i otkrića tog razdoblja. Između 1720. i 1780., udvostručio se broj knjiga o znanosti i umjetnosti izdanih u Parizu, dok je u isto vrijeme broj knjiga o religiji pao na samo jednu desetinu ukupno izdanih knjiga.
Denis Diderot i Jean le Rond d'Alembert objavili su između 1751. i 1766. svoje enciklopedijsko djelo Encyclopedie u sedamnaest svezaka. To je omogućilo intelektualcima diljem Europe visokokvalitetni pregled ljudskog znanja. Znanstvenici iz cijele Europe i Sjedinjenih Američkih država dolazili su u Pariz na razmjenu ideja. Benjamin Franklin je primjerice 1767. doputovao u Pariz da bi upoznao Voltairea i da bi prikazao svoje eksperimente s elektricitetom.
Neka od otkrića pariških znanstvenika, pogotovo na području kemije, brzo su ušla u praktičnu uporabu. Eksperimenti Lavoisiera našli su primjenu u stvaranju prvih modernih kemijskih postrojenja u Parizu, a proizvodnja vodika omogućila je braći Montgolfier pokretanje prvog čovječjeg leta balonom 21. studenog 1783., iz dvorca Château de la Muette u blizini parka Bois de Boulogne.

### Poljska
Prosvjetiteljstvo je došlo do Poljske kasnije nego do Njemačke ili Austrije, kad je utjecaj kulture tamošnjeg plemstva (sarmatizam) s poljsko-litvanskim političkim sistemom (Zlatne slobode) bio u dubokoj krizi. Razdoblje poljskog prosvjetiteljstva počeo je 1730-ih – 1740-ih, s vrhuncem tijekom vladavine posljednjeg poljskog kralja Stanisława Augusta Poniatowskog (druga polovica 18. stoljeća), krenulo je slabiti s trećom podjelom Poljske (1795.), i završilo je 1822., zamijenjeno romantizmom. Ustav iz 1791. izražavao je ideale prosvjetiteljstva ali bio je na snazi samo godinu dana, dok Poljsku nisu podijelile susjedne nacije. Nešto trajnija su bila dostignuća u kulturi, koja su izgradila duh nacionalizma u Poljskoj.

### Prusija i Njemačke države
Njemački pokret prosvjetiteljstva se do sredine 18. stoljeća razvio kao intelektualna snaga u glazbi, znanosti i književnosti. Fridrik II. Veliki (1712. – 1786.), kralj Prusije 1740. – 1786., vidio je sebe kao predvodnika prosvjetiteljstva, te su pod njegovim pokroviteljstvom na dvoru u Berlinu djelovali mnogi filozofi i znanstvenici. Bio je oduševljen francuskim klasicizmom i kritizirao je germansku kulturu, bio je svjestan značajnog napretka kojeg on donosi. Voltaire, kojeg je francuska vlast lišila slobode i zlostavljala, bio je željan prihvatiti Frederickov poziv da živi na njegovom dvoru. Frederick je tvrdio, "Moja osnovna preokupacija je borba protiv neznanja i predrasuda ... za prosvjetljenje umova, gajenje morala, i činjenje ljudi što sretnijima u skladu s ljudskom prirodom, koliko god mi dozvole sredstva na mom raspolaganju." Drugi su vladari također podržavali ova nastojanja, kao Karl Frederick od Badena, koji je vladao Badenom 73 godine. (1738. – 1811.).
Pisac Christian Wolff (1679. – 1754.) bio je preteča koji je predstavio prosvjetiteljstvo njemačkim čitateljima, te je legitimizirao njemački jezik kao jezik filozofije. Johann Gottfried von Herder (1744. – 1803.) otvorio je nova područja u filozofiji i poeziji, pogotovo s protoromantističkim pokretom Sturm und Drang. Weimarski klasicizam ("Weimarer Klassik") bio je kulturalni i književni pokret utemeljen u Weimaru, s nastojanjem da uspostavi novi humanizam sintezom ideja romantizma, klasicizma i prosvjetiteljstva. Pokret je trajao od 1772. do 1805., a u njemu su osim Herdera sudjelovali pisac Johann Wolfgang von Goethe (1749. – 1832.) te pjesnik i povjesničar Friedrich Schiller (1759. – 1805.). Herder je tvrdio da svaki narod ima svoj poseban identitet, koji se izražava kroz jezik i kulturu. To je dalo legitimitet promicanju njemačkog jezika i kulture i olakšalo oblikovanje i razvoj njemačkog nacionalizma. Schillerova djela izražavala su nemirni duh njegove generacije, prikazujući herojsku borbu pojedinaca protiv društvenih pritisaka i snaga sudbine.
Njemačka glazba, pod sponzorstvom visokih društvenih slojeva, sazrela je sa skladateljima kao Carl Philipp Emanuel Bach (1714. – 1788.), Joseph Haydn (1732. – 1809.) i Wolfgang Amadeus Mozart (1756. – 1791.).
U udaljenom Königsbergu, filozof Immanuel Kant (1724. – 1804.) pokušava pomiriti racionalizam i religiozno vjerovanje, slobodu pojedinca i politički autoritet, ali i iscrtati nazor o javnoj sferi kroz privatno i javno rezoniranje. Kantovo djelo sadržava temeljne napetosti koje će nastavljati oblikovati njemačku misao i cijelu europsku filozofiju do duboko u 20. stoljeće.
Njemačko prosvjetiteljstvo dobilo je podršku prinčeva, aristokrata i srednje klase i zauvijek je preoblikovalo tamošnju kulturu.

### Rusija
Prosvjetiteljstvo u Rusiji započelo je sredinom 18. stoljeća vladinim aktivnim promicanjem umjetnosti i znanosti. U to doba otvorila su se prva sveučilišta, biblioteke, kazališta, javni muzeji i nezavisni tisak. Kao i ostali prosvijećeni apsolutisti, Katarina Velika igra glavnu ulogu u poticanju umjetnosti, znanosti i obrazovanja. Promicala je svoju vlastitu interpretaciju ideala prosvjetiteljstva, uz savjete značajnih međunarodnih eksperata kao što je Voltaire s kojim je vodila pisanu korespondenciju, ali i svjetski poznatih znanstvenika koji su djelovali u Rusiji kao što su Leonhard Euler, Peter Simon Pallas, Teodor Janković-Mirijevski i Anders Johan Lexell. Rusko prosvjetiteljstvo razlikovalo se od svoje zapadnoeuropske inačice time što je promicalo dalju modernizaciju svih aspekata ruskog života s posebnim naglaskom na borbi protiv kmetstva u Rusiji. Povjesničari objašnjavaju da se rusko prosvjetiteljstvo fokusiralo na pojedinca, hrabreći ga da živi prosvijećenim životom, umjesto naglaska na društvenim promjenama.

### Španjolska
Karlo III., kralj Španjolske od 1759. do 1788., pokušao je spasiti svoje carstvo od zaostalosti kroz temeljite reforme kao što je slabljenje Crkve i njenih manastira, promicanje znanosti i sveučilišnog istraživanja, olakšavanje trgovine, modernizacija poljoprivrede i sistematsko izbjegavanje ulaska u ratove. Nije uspio kontrolirati deficit u državnom budžetu i sve se više zaduživao. Nakon njegove smrti Španjolska je ponovo započela zaostajati.

## Historiografija

### Debate
Keith Thomas ističe da je od samog njegovog početka postojalo protuprosvjetiteljstvo, tijekom kojeg su klerikalni i konzervativni pobornici tradicionalne religije napadali materijalizam i skepticizam kao zle sile koje potiču nemoral. Od 1794., oni ukazuju na teror tijekom Francuske revolucije kao potvrdu njihovih predviđanja. Krajem razdoblja prosvjetiteljstva, nove generacije filozofa romantizma tvrdili su da je pretjerana ovisnost o razumu bila greška koju je prosvjetiteljstvo održavalo, jer je zanemarivalo čvrste veze povijesti, mitova, vjere i tradicije koje su potrebne da drže društvo na okupu.

### Politička misao
Kao i Francuska revolucija, prosvjetiteljstvo se dugo slavilo kao temelj moderne zapadne političke i intelektualne kulture i često se vezalo za Francusku revoluciju 1789. Međutim, kao što Roger Chartier ističe, možda je revolucija "izmislila prosvjetiteljstvo u pokušaju učvršćenja svog legitimiteta u korpusu tekstova i u pomirenim i ujedinjenim autorima utemeljiteljima ... u njihovoj pripremi za prekid sa starim svijetom".
Drugim riječima, revolucionari su podigli filozofe kao Voltairea i Rousseaua na status heroja, kako bi ih koristili za opravdanje njihovog radikalnog prekida s Ancien Régimeom. U svakom slučaju, dvoje povjesničara prosvjetiteljstva iz 19. stoljeća, Hippolyte Taine i Alexis de Tocqueville, puno su učinili da bi učvrstili ovu vezu prosvjetiteljstva kao uzroka revolucije, kao i intelektualne percepcije samog prosvjetiteljstva.
Alternativni pogled na problematiku je da filozofski princip "dopuštenja onih nad kojima se vlada" kojeg je definirao Locke u svom djelu Two Treatises of Government (1689.) predstavlja pomak od paradigme stare feudalne vladavine poznat kao "božansko pravo kraljeva". Prema tom viđenju, revolucije kasnih 1700-ih i ranih 1800-ih bile su izazvane činjenicom da se taj pomak u paradigmi vladavine nije mogao riješiti mirnim putem, stoga su se kao rezultat toga zbile nasilne revolucije. Jasno je da je filozofija vladavine prema kojoj kralj nikad nije u krivu u izravnoj suprotnosti filozofiji gdje građani po prirodnom zakonu dopuštaju vladavinu vlastitih tijela vlasti.
John Locke je bio sposoban učvrstiti svoju filozofiju vladavine na principu društvenog ugovora, kao pretežnu temu koja je prožimala političku misao u doba prosvjetiteljstva. Formalno je engleski filozof Thomas Hobbes taj koji je još 1651. uveo tu misao u diskurs sa svojim djelom Leviathan. John Locke i Jean-Jacques Rousseau obojica su razvili vlastitu teoriju društvenog ugovora u djelima Two Treatises of Government i Discourse on Inequality. Iako vrlo različita, sva ta tri djela tvrde da je društveni ugovor nužan čovjeku kako bi živio u građanskom društvu.
Za Hobbesa, prirodno stanje čovjeka je stanje siromaštva, nasilja i anarhije u kojem je život pojedinca "usamljen, siromašan, gnusan, brutalan i kratak". Kako bi se oduprlo tome, Hobbes objašnjava da društvo sklapa društveni ugovor sam sa sobom kako bi izabralo svemoćnog, apsolutnog vođu, odričući se djela osobnih sloboda u zamjenu za sigurnost i zaštitu zakona.
Godine 1689. John Locke objavljuje svoje djelo Two Treatises of Government. U njemu, on definira prirodno stanje čovjeka kao stanje u kojem su ljudi racionalni i slijede prirodni zakon, prema kojemu su svi ljudi rođeni kao jednaki i s pravom na život, slobodu i vlasništvo. Međutim, ako jedan građanin prekrši prirodni zakon, i on i žrtva ulaze u stanje rata iz kojeg se prividno ne može izaći. Stoga, Locke objašnjava da pojedinci postaju djelom društva kako bi zaštitili svoja prirodna prava putem “nepristranog suđenja” ili zajedničkog autoriteta, kao što su sudovi kojima se obratiti.
U kontrastu s Lockeom, Rousseauova koncepcija prirodnog zakona i građanskog društva, te kako čovjek prelazi iz jednog u drugi, temelji se na pretpostavci da je civilizirani čovjek iskvaren. U svom djelu Discourse on Inequality, Rousseau tvrdi da je prirodni čovjek svjesno biće koje nema želju koju sam ne može ispuniti. Prirodni čovjek je bio istrgnut iz svog prirodnog stanja “kad je prvi pojedinac ogradio dio zemlje od onih kojima je ona bila potrebna i prisvojio je za sebe, te našao dovoljno jednostavnih ljudi koji su mu to povjerovali, taj je čovjek bio prvi pravi utemeljitelj civilnog društva". Jednom kad se nejednakost utemeljena na privatnom vlasništvu uspostavila, društvo se iskvarilo te nastavilo učvršćivati nejednakost kroz podjelu rada i u konačnici odnosima moći. S tim na umu, Rousseau u svom djelu On the Social Contract sriče svoju teoriju ugovora. On tumači da se ljudi udružuju u građansko društvo putem društvenog ugovora kako bi postigli jedinstvo zadržavajući osobnu slobodu. To je utjelovljeno u suverenitetu opće volje, moralnom i kolektivnom zakonskom tijelu konstituiranom od građana.
Premda su političkom misli prosvjetiteljstva uvelike dominirali teoretičari društvenog ugovora, i David Hume i Adam Ferguson kritizirali su to područje. U svom eseju, Of the Original Contract, Hume tumači da je vlast koja proizlazi iz pristanka rijetko viđena, prije je građanska vlast utemeljena na vladarevu autoritetu i sili. Upravo je zbog vladarevog autoriteta koji je iznad i protiv individue, razlog da ga pojedinac prešutno poštuje. Hume tvrdi da pojedinci "nikad ne bi mogli zamisliti da ih njihova suglasnost čini suverenima", prije će autoritet to postići. Slično njemu, Ferguson nije vjerovao da su građani izgradili državu, već je prije "država" izrasla iz društvenog razvoja. U svom djelu iz 1767. An Essay on the History of Civil Society, Ferguson koristi četiri razvojna stupnja, teoriju koja je svojevremeno bila vrlo popularna u Škotskoj, kako bi objasnio čovjekov razvoj od zajednice lovaca-sakupljača do trgovačkog i građanskog društva bez da "potpiše" društveni ugovor.
Rousseauov i Lockeov društveni ugovor se oboje temelje na pretpostavci da čovjek ima prirodno pravo. Prirodno pravo nije dano čovjeku putem prava i običaja, već je nešto što svi ljudi imaju u pretpolitičkim zajednicama, stoga je univerzalno i neotuđivo. Najpoznatija formulacija o prirodnom pravu je ona Johna Lockea u njegovu Second Treatise, u kojem on uvodi koncept prirodnog stanja. Kao što je prethodno obrađeno, čovjek je savršeno slobodan u prirodnom stanju, unutar zakona prirode i razuma. Za Lockea je zakon prirode utemeljen na uzajamnoj sigurnosti ili ideji da nitko ne može prekršiti prirodno pravo drugoga, pošto je svaki čovjek jednak i ima ista neotuđiva prava. Ta prirodna prava uključuju savršenu jednakost i slobodu, te pravo na očuvanje života i vlasništva.
Na temelju te formulacije, John Locke je argumentirao svoj stav protiv ropstva na temelju činjenice da porobljavanje sebe krši prirodni zakon. Osoba se ne može predati svojim vlastitim pravima, sloboda osobe je apsolutna i nitko joj je ne može oduzeti. Osim toga, Locke tumači da jedan pojedinac ne može porobiti drugoga zato što je to moralno neprihvatljivo. Locke je uveo iznimku u svoju osudu ropstva, on je vjerovao da pojedinac može postati robom za vrijeme rata ili sukoba, pošto je to jednostavno produženje stanja rata. Stoga, nitko ne može prodati drugog pojedinca u roblje, ali ako netko zakonom postane rob, njegovo se ropstvo ne kosi s njegovim prirodnim pravom.
Lockeova teorija o prirodnim pravima utjecala je na mnoge političke dokumente uključujući primjerice Deklaraciju o pravima čovjeka i građana Francuske nacionalne ustavotvorne skupštine i Američku deklaraciju o neovisnosti.
U svom djelu L’Ancien Régime (1876.), Hippolyte Taine vuče podrijetlo Francuske revolucije natrag u francuski klasicizam. To, međutim, ne bi bilo moguće bez pomoći prosvjetiteljskog svjetonazora, koji je srušio "monarhijsku i religijsku dogmu starog režima". Drugim riječima, Taine je bio zainteresiran prosvjetiteljstvom u toj mjeri koliko je to vodilo naprednom znanstvenom diskursu i prenosilo ono što on smatra intelektualnim naslijeđem francuskog klasicizma.
Alexis de Tocqueville je u svom djelu L'Ancien Régime et la Révolution (1850.) više elaborirano oslikao prosvjetiteljstvo. Za de Tocquevillea, Revolucija je bila neizbježan rezultat radikalnog suprotstavljanja između monarhije i mislilaca prosvjetiteljstva u 18. stoljeću. Ovi su mislioci bili neka vrsta "alternativne aristokracije koja je bila i svemoćna i bez realne moći". Ova prividna moć proizlazila je iz podizanja "javnog mnijenja", rođenog nakon što je apsolutistička centralizacija uklonila plemstvo i buržoaziju iz političke sfere. "Književna politika" koja je iz toga proizašla, promovirala je diskurs o jednakosti, te je stoga bila u radikalnoj opreci s monarhijskim režimom.
De Tocqueville "jasno ocrtava ... kulturalne efekte ove transformacije u obliku korištenja moći". Ipak je bilo potrebno još jedno stoljeće prije nego što je kulturalni pristup postao centralan u historiografiji, kao što je naglasio Robert Darnton u The Business of Enlightenment: A Publishing History of the Encyclopédie, 1775–1800 (1979).
De Dijn tumači da je Peter Gay, u svom djelu The Enlightenment: An Interpretation (1966.), prvi formulirao interpretaciju da je prosvjetiteljstvo donijelo političku modernizaciju na Zapadu, u smislu uvođenja demokratskih vrijednosti i institucija i stvaranja modernih liberalnih demokracija. Iako ova teza ima mnogo kritičara, nju su široko prihvatili anglofoni znanstvenici i ojačana je temeljitim studijama Roberta Darntona, Roya Portera i u posljednje vrijeme Jonathana Israela.

### Debata o religiji
Debata o religiji u doba prosvjetiteljstva bila je odgovor na prethodno stoljeće religijskog ratovanja u Europi, pogotovo na Tridesetogodišnji rat. Teolozi prosvjetiteljstva željeli su reformirati svoju vjeru općenito na temeljima nekonfrontacije i ograničiti mogućnost da se religijske kontroverzije preliju u politiku i ratovanje, još uvijek zadržavajući istinsku vjeru u Boga.
Za umjerene kršćane to je značilo povratak Svetom pismu. John Locke napušta korpus teoloških komentara u korist "proučavanja same Božje riječi bez predrasuda". On je odredio da je bit kršćanstva vjera u Krista Spasitelja, te savjetuje izbjegavanje detaljnije debate. Thomas Jefferson je u Jeffersonovoj Bibliji otišao dalje: izostavio je sve dijelove koji opisuju čuda, posjete anđela, i Kristovo uskrsnuće nakon smrti. Pokušao je izvući samo praktični kršćanski moralni kodeks iz Novog zavjeta.
Mislioci prosvjetiteljstva nastojali su umanjiti političku moć organizirane religije i time spriječiti novo doba netolerancije i religioznih ratova. Spinoza je bio odlučan u uklanjanju i onovremene i povijesne teologije (izostavljajući npr. židovski zakon) iz politike. Moses Mendelssohn je savjetovao nedavanje nikakve političke težine organiziranoj religiji, već preporučuje da svaka osoba slijedi ono što mu se čini najuvjerljivije. Dobra religija utemeljena na instinktivnom moralu i vjeri u Boga ne bi teoretski trebala silu kako bi držala red među svojim sljedbenicima, a Mendelssohn i Spinoza oboje vrednuju religiju na temelju njenih moralnih plodova, a ne po logici njenih teologija.
S vjerom u prosvjetiteljstvo javljaju se mnoge nove religijske ideje, uključujući deizam i diskusiju o ateizmu. Deizam, prema Thomasu Paineu, je jednostavno vjerovanje u Boga stvoritelja, bez ikakve reference na Bibliju ili ikoji drugi nadnaravni izvor. Umjesto toga, deist se oslanja isključivo na vlastiti razum koji vodi njegovu vjeru, što je sukladno razmišljanju većine mislilaca onog doba.
Ateizam je bio predmet mnogih diskusija, ali bilo je malo njegovih zagovornika. Wilson i Reill primjećuju da su "u biti, vrlo malo intelektualaca prosvjetiteljstva bili ateisti, čak i oni koji su bili glasni kritičari kršćanstva. Više su bili kritičari ortodoksnog vjerovanja i naginjali skepticizmu, deizmu, vitalizmu i možda panteizmu."
Neki su slijedili misao Pierrea Baylea i tumačili da ateisti zaista mogu biti moralni ljudi. Mnogi drugi, kao npr. Voltaire, imali su stav da bi bez Boga koji kažnjava zlo, moralni red društva bio narušen. Smatraju da bi ateisti bili puno više skloni remećenju društva, pošto ne slijede nikakav viši autoritet i njegove zakone. Pierre Bayle (1647. – 1706.) je primijetio da je u njegovo vrijeme "oprezna osoba uvijek održavala prividnu religioznost". On je vjerovao da i ateisti mogu imati koncept časti i prijeći preko vlastitih interesa kako bi stvorili i interagirali se s društvom. Locke je smatrao da bi posljedice za društvo u kojem ne postoji Bog i Božji zakon bili moralna anarhija. Svaki pojedinac “ne bi imao zakon, već samo svoju volju, nikakvog autoriteta osim sebe. Bio bi bog samom sebi i zadovoljenje svoje vlastite volje bila bi jedina mjera i cilj svega njegovog djelovanja”.

### Intelektualna povijest
U to je vrijeme intelektualna povijest ostala dominantni historiografski trend. Njemački znanstvenik Ernst Cassirer u svom djelu Filozofija u prosvjetiteljstvu (1932.) piše da je prosvjetiteljstvo "dio posebne faze u ukupnom intelektualnom razvoju čovjeka kroz koji je moderna filozofska misao dobila ono karakteristično samopouzdanje i samosvijest". Posuđujući od Kanta, Cassirer tvrdi da je prosvjetiteljstvo proces putem kojeg duh "postiže jasnoću i dubinu razumijevanja o njegovoj prirodi i sudbini i njegovom vlastitom karakteru i misiji". Ukratko, prosvjetiteljstvo je niz filozofskih, znanstvenih i intelektualnih dostignuća koja su se zbila uglavnom u 18. stoljeću – vremenu rođenja intelektualne modernosti.

### Suvremene analize
Tek je 1970-ih došlo do šireg i heterogenijeg sagledavanja i interpretacije prosvjetiteljstva, čak i izvan europske perspektive. A. Owen Aldridge je dokazao kako su se ideje prosvjetiteljstva širile u španjolske kolonije i kako su integrirale s domorodačkim kulturama, dok je Franco Venturi istraživao utjecaj prosvjetiteljstva u obično neproučenim sredinama kao Italiji, Grčkoj, Balkanu, Poljskoj, Mađarskoj i Rusiji.
Kulturalni pristup Roberta Darntona pokrenuo je novu dimenziju proučavanja tog područja. On je izjavio:

"Možda je prosvjetiteljstvo bilo puno prizemnije od uzvišene intelektualne klime kakvom je opisuju autori knjiga, i mi bi trebali dovesti u pitanje tu odveć uzvišenu, odveć metafizičku viziju intelektualnog života u 18. stoljeću."

Darnton analizira podzemlje francuske industrije knjiga u 18. stoljeću, proučavajući svijet krijumčarenja knjiga i živote njihovih pisaca ("Grub Street Hacks") koji nikad nisu dosegli uspjeh svojih philosophe rođaka. Ukratko, umjesto da se drži kanona prosvjetiteljstva, Darnton proučava "što su Francuzi željeli čitati", i tko je to pisao, objavljivao i distribuirao.
Slično tome, u svom djelu The Business of Enlightenment. A Publishing History of the Encyclopédie 1775–1800, Darnton tvrdi da nema potrebe proučavati samu Encyclopédie, pošto je "knjiga analizirana i antologizirana tucet puta: rekapitulirati sve studije o njenom intelektualnom sadržaju bilo bi redundantno". On je umjesto toga, kako sam naslov njegovog djela sugerira, proučio društvene uvjete koje su dovele do pisanja Encyclopédie. To je reprezentativno za socijalnu interpretaciju u cijelosti, istraživanje društvenih uvjeta koji su doveli do ideja prosvjetiteljstva, a ne proučavanje samih ideja.
Rad njemačkog filozofa Jürgena Habermasa bila je ključna u interpretiranju društvenih uvjeta. Njegov pionirski rad "Strukturalna transformacija javne sfere" (objavljena pod naslovom Strukturwandel der Öffentlichkeit 1962.) prevedena je na engleski 1989. Knjiga ocrtava stvaranje "buržoaske javne sfere" u Europi 18. stoljeća. U biti, ova javna sfera opisuje nova sastajališta i načine komunikacije koja su omogućila razmjenu ideja utemeljenima na razumu u 18. stoljeću. Habermas objašnjava da je javna sfera bila buržujska, egalitarna, racionalna i nezavisna od države, čineći je idealnim sastajalištem intelektualaca koji su kritički preispitivali tadašnju politiku i društvo, daleko od ometanja službenog autoriteta.
Habermasov rad, iako utjecajan, bio je napadnut na svim frontovima. Dok je javna sfera općenito bila integralni dio socijalnih interpretacija prosvjetiteljstva, brojni povjesničari doveli su u pitanje je li javna sfera bila buržujska, opozicijska u odnosu na državu, nezavisna od države i egalitarna.
Ovaj historiografski razvoj je mnogo učinio za otvaranje studija prosvjetiteljstva raznovrsnim interpretacijama. U svom djelu A Social History of Truth (1994.), na primjer, Steven Shapin iznosi u velikoj mjeri sociološki argument da je u Engleskoj 17. stoljeća moda društvenosti kao znak civiliziranosti izrastao u osnovni diskurs o istini. Za tvrdnju koja ima potencijal da bude istinita, bilo je nužno da se izrazi u skladu s pravilima civilnog društva.
Prema mišljenju Jonathana Israela, u ovom su se razdoblju oblikovale dvije jasne linije prosvjetiteljske misli: Prvo, "radikalno prosvjetiteljstvo", uglavnom inspirirano filozofijom jedne tvari Barucha Spinoze, koja se u svom političkom obliku priklanja: "demokraciji; rasnoj i spolnoj jednakosti, osobnoj slobodi životnog stila, potpunoj slobodi mišljenja, izražavanja i štampe, iskorjenjivanju religijskog autoriteta iz zakonodavnog procesa i edukacije, te potpunu odvojenost crkve od države".
Drugo, "umjereno prosvjetiteljstvo", koje u mnogim različitim filozofskim sustavima, kao onima u djelima Descartesa, Johna Lockea, Issaca Newtona ili Christiana Wolffa, izražava određenu podršku kritičkom preispitivanju i obnovi starih načina razmišljanja, ali su u drugim područjima tražili prilagođenje starim sistemima moći i vjere. Ove su se dvije struje razmišljanja pak susretale s konzervativnim protuprosvjetiteljstvom, koji obuhvaća one mislioce koji su se držali tradicionalnog sustava razmišljanja utemeljenog na vjeri.
Pojavile su se i feminističke interpretacije, Dena Goodman je istaknuti primjer. U svom djelu The Republic of Letters: A Cultural History of the French Enlightenment (1994.), Goodman tumači da su mnoge žene u biti imale značajne uloge u francuskom prosvjetiteljstvu, zbog njihove uloge salonnières u pariškim salonima. Ovi su saloni "postali radni prostori projekta prosvjetiteljstva" i žene su, kao salonnières, bile "legitimne upraviteljice potencijalno buntovnih diskursa" koji su se u njima zbivali. S druge strane, Carla Hesse, u djelu The Other Enlightenment: How French Women Became Modern (2001.), objašnjava da je "participacija žena u javnom kulturnom životu Starog režima bila... relativno marginalna". Francuska je revolucija, s uništenjem starih kulturalnih i ekonomskih restrikcija i korporativizma (gilda), ta koja je otvorila francusko društvo ženskoj participaciji, posebno u književnoj sferi.

## Socijalna i kulturalna interpretacija
U opreci s intelektualnim historiografskim pristupom prosvjetiteljstvu, koji proučava različite struje ili diskurse intelektualne misli unutar europskog konteksta u 17. i 18. stoljeću, kulturalni (socijalni) pristup proučava promjene koje su se zbile u europskoj kulturi i društvu. Prema tom pristupu, prosvjetiteljstvo je manje koherentan skup ideja, a više proces promjene u društvu i u kulturi – i "sadržaj" i proces kojim se taj sadržaj prenosio su važni u jednakoj mjeri. Roger Chartier to objašnjava na sljedeći način:
Jedan od primarnih elemenata kulturalne interpretacije prosvjetiteljstva ja uspon javne sfere u Europi. Jürgen Habermas je utjecao na promišljanje o javnoj sferi više od bilo koga drugoga, iako se njegov model sve više dovodi u pitanje. Ključni problem na kojeg je Habermas pokušao odgovoriti tiče se uvjeta za "racionalnu, kritičku i iskreno otvorenu diskusiju o javnim stvarima". Ili, još jednostavnije, društvene uvjete potrebne da bi se ideje prosvjetiteljstva širile i raspravljale. Njegov odgovor bilo je formiranje tijekom kasnog 17. stoljeća i 18. stoljeća "buržoaske javne sfere", a "kraljevstvo komunikacije obilježeno novim poprištima debate, otvoreniji i pristupačniji oblici urbanog javnog prostora i socijalizacije i eksplozija tiskanog sadržaja". Habermas naglašava tri ključna elementa javne sfere:
1. bila je egalitaristička;
2. raspravljala je o domeni "zajedničke brige";
3. argumenti su utemeljeni na razumu.[120]

James Van Horn Melton daje dobar pregled vrijednosti buržoaske javne sfere: njegovi članovi su slavili razum kao vrhunac, sve je bilo podložno kritici (javna sfera je kritička) i njeni su se sudionici protivili bilo kojoj vrsti tajnosti. To olakšava objasniti što je Habermas mislio pod domenom "zajedničke brige". Habermas koristi ovaj termin za opis onih područja političkog/društvenog znanja i rasprave koja je prije bila ekskluzivni teritorij države i religijskog autoriteta, a sada se otvara prema kritičkom ispitivanju od strane javne sfere.
Habermas smatra da su dva dugoročna povijesna trenda zaslužna za razvoj javne sfere: pojava moderne nacionalne države i pojava kapitalizma. Moderna nacionalna država i njeno konsolidiranje javne moći stvorio je kao protutežu jedan privatni krug društva neovisan o državi, omogućivši tako nastanak javne sfere. Kapitalizam je pak povećao autonomiju i samosvijest društva i povećanu potrebu za razmjenom informacija. Kako se nastajuća javna sfera širila, uključivala je razne institucije. Najcitiranije su kavane, debatni saloni i literarna javna sfera, svi figurativno smješteni u Res publica letteraria.
Dorinda Outram dalje opisuje jačanje javne sfere. Kontekst njenog jačanja bile su ekonomske i društvene promjene vezane za industrijsku revoluciju: "ekonomska ekspanzija, povećana urbanizacija, povećanje broja stanovnika, i poboljšanje komunikacija u usporedbi sa stagnacijom u prethodnom stoljeću"." Povećana efikasnost tehnika proizvodnje smanjilo je cijenu proizvoda široke potrošnje istovremeno s povećanjem raznolikosti dostupnih proizvoda potrošačima (uključujući i literaturu, nužnu za razvoj javne sfere). Istovremeno je interakcija s kolonijama (većina europskih država u 18. stoljeću imala je kolonijalna carstva) izložila europsko društvo ekstremno heterogenim kulturama. Outram piše da je rezultat bio rušenje "barijera između kulturalnih sustava, religioznih podjela, rodnih razlika i geografskih područja".
Redukcionistički pogled Habermasovog modela korišten je kao poticaj za povijesna istraživanja razvoja javne sfere. Postoje mnogi primjeri sudjelovanja i plemstva i nižih klasa u krugovima kao što su kavane ili masonske lože, što dokazuje da je javna sfera buržoaskog doba bila obogaćena međuklasnim utjecajima. Grubom opisu javne sfere kao nezavisne i kritičke u odnosu na državu proturječe različiti slučajevi državno sponzoriranih javnih institucija i sudjelovanje vlade u debati, kao i istovremeni slučajevi korištenja javih prostora od strane privatnih osoba za promoviranje status quoa.

### Ekskluzivnost javne sfere
Riječ "javno" implicira najviši nivo inkluzivnosti – javna sfera bi po definiciji trebala biti otvorena svima. Međutim, analiza mnogih "javnih" institucija prosvjetiteljstva pokazat će da je javna sfera bila javna samo do određene mjere. Kao što to ističe Roger Chartier, mislioci prosvjetiteljstva su vrlo često suprotstavljali svoju koncepciju "javnog" s koncepcijom običnih ljudi: Chartier citira Condorceta, koji suprotstavlja "mišljenje" s populace; Marmontel suprotstavlja "mišljenje učenih ljudi" nasuprot "mišljenja mnoštva", a d'Alembert, suprotstavlja "istinski prosvijećenu javnost" nasuprot "slijepog i bučnog mnoštva". Aristokracija je u Francuskoj odigrala ključnu ulogu u javnoj sferi otkad se prebacila iz Versaillesa u sam Pariz 1720. Njihovo trošenje novca stimuliralo je trgovinu skupim i raskošnim proizvodima i umjetničkim djelima, posebno likovnim djelima visoke umjetnosti.
Kao što ističe Mona Ozouf, javno mišljenje se definiralo u opoziciji sa širokim masama. Iako je prirodu javnog mnijenja u prosvjetiteljstvu teško definirati kao što je ona danas, jasno je da su nositelji javne sfere tog doba ekskluzivni više nego inkluzivni. Ovo opažanje postaje još više izraženo kod opisa institucija javne sfere, većina kojih isključuje žene i nižu klasu.

### Socijalne i kulturalne implikacije u glazbi
Budući da je posebno naglašavalo razum a ne na praznovjerje, prosvjetiteljstvo je gajilo umjetnost. Naglasak na učenju, umjetnosti i glazbi počeo je se sve više širiti, posebno u sve brojnijoj srednjoj klasi. Područja učenja kao što su književnost, filozofija, znanost i likovna i glazbena umjetnost sve su više istraživala teme vezane za opći interes publike, a ne samo područja zanimanja izoliranih znalaca ili mecena.
Kako su muzičari sve više postajali ovisni o općoj publici, javni su koncerti postajali sve popularniji i donosili su dodatne prihode izvođačima i skladateljima. Koncerti su im olakšavali doprijeti do šire publike. Händel je primjerice, to sažeo u svojoj javnoj glazbenoj aktivnosti u Londonu. Tamo se značajno proslavio sa svojim operama i oratorijima. Haydnova i Mozartova glazba, sa svojim bečkim klasičnim stilom, obično se smatrala najviše u skladu s idealima prosvjetiteljstva.
Jedno važno djelo koje je nastalo kao posljedica promišljanja ideala prosvjetiteljstva bilo je "Opća povijest glazbe: od najranijeg doba do današnjice" (A General History of Music: From the Earliest Ages to the Present Period) Charlesa Burneya originalno objavljeno 1776. Ovo je djelo povijesni pregled glazbe i pokušaj sistematske racionalizacije elemenata glazbe kroz vrijeme.
S povećanjem bogatstva srednje klase, povećavao se i broj glazbenika amatera. Jedna od tih manifestacija je obuhvaćala i žene, koje su se uključile u svijet glazbe na javnoj razini. Žene su i prije bile angažirane u ulozi profesionalnih pjevačica, ali sad su povećale svoju prisutnost na amaterskoj izvođačkoj sceni, pogotovo u izvođenju na klavijaturama.
Želja za istraživanjem, bilježenjem i sistematizacijom znanja imalo je značajan učinak na objavljivanje muzičkih djela. Rousseauov Dictionnaire de musique (objavljen 1767. u Ženevi i 1768. u Parizu) bio je vodeće djelo iz tog područja u kasnom 18. stoljeću. Ovaj široko dostupan rječnik dao je kratke definicije riječi kao genije ili ukus, i jasno je na njega utjecao pokret prosvjetiteljstva. Osim toga, glazbeni izdavači počeli su pružati usluge i glazbenicima amaterima, tako što su izdavali glazbu koju su amateri mogli razumjeti i svirati. Većina objavljenih radova bila je za klavijature, pjevanje i klavijature ili komorni orkestar.
Nakon što su se od sredine 18. stoljeća na dalje ovi početni žanrovi popularizirali, amaterske skupine počinju pjevati u zborovima, što dovodi do novog trenda na kojima su izdavači mogli zaraditi. Povećano proučavanje lijepih umjetnosti, kao i olakšani pristup amaterima glazbenom izdavaštvu, dovelo je do povećanog broja ljudi koji su se počeli zanimati za glazbu i raspravljati o njoj. Počeli su se objavljivati glazbeni časopisi, recenzije i djela glazbene kritike prilagođene i amaterima i poznavaocima.
Iako su ideali prosvjetiteljstva odbačeni u postmodernizmu, oni su još čvrsto bili prisutni u modernizmu i održali su se daleko nakon 18. stoljeća, čak do danas. Nedavno su muzikolozi pokazali obnovljeni interes za ideje i posljedice prosvjetiteljstva. Primjerice, Rose Rosengard Subotnik u svojim "Dekonstruktivnim varijacijama" (Deconstructive Variations) (s podnaslovom Music and Reason in Western Society) uspoređuje Mozartov Die Zauberflöte (1791.) koristeći prosvjetiteljsku i romantičarsku perspektivu i zaključuje da je ovo djelo "idealni muzički prikaz prosvjetiteljstva".

### Odvajanje crkve od države
Prema Jonathanu Israelu, ovaj je period doživio oblikovanje "radikalnog prosvjetiteljstva", koji je promovirao koncept odvajanja crkve od države. Ovaj je koncept često pripisivan radovima engleskog filozofa Johna Lockea (1632. – 1704.). Prema svom principu društvenog ugovora, Locke objašnjava da vlada nema autoriteta u području individualne savjesti i to je nešto čiju kontrolu razumna osoba ne smije prepustiti vladi ili drugome. Za Lockea, to generira prirodno pravo na temelju slobode savjesti, koje prema njegovom mišljenju mora ostati zaštićeno od autoriteta vlasti.
Ovi pogledi na religijsku toleranciju i važnost savjesti pojedinca, s društvenim ugovorom, postaju posebno utjecajni u Američkim kolonijama i kod pisanja Ustava SAD-a. U njemu Thomas Jefferson poziva na zid razdvajanja između crkve i države na federalnom nivou. On je prethodno podržavao uspješna nastojanja da odvoji Anglikansku crkvu od vlasti u Virginiji, i napisao je "Virginijski statut religijskih sloboda". Na Jeffersonove političke ideale uvelike je utjecao rad Johna Lockea, Francisa Bacona, i Isaaca Newtona koje je smatrao trojicom najznačajnijih ljudi koji su ikad postojali.

## Širenje ideja
Mislioci prosvjetiteljstva (philosophes) ulagali su veliku energiju u širenje svojih ideja među obrazovanim muškarcima i ženama u kozmopolitnim urbanim sredinama. Koristili su se mnogim sastajalištima, nekima od njih prilično novima.

### Res publica literaria
Pojam "Res publica literaria" osmislio je francuski filozof Pierre Bayle 1664., u svom časopisu Nouvelles de la République des Lettres. Oko kraja 18. stoljeća, izdavač književnog časopisa Histoire de la République des Lettres en France opisao je pojam Res publica literaria kao:

"Usred svih tih vlada koje odlučuju čovjekovu sudbinu; u naručju tolikih država, većina kojih su despotske ... postoji jedno carstvo koje vlada jedino nad razumom‏ ... kojeg mi slavimo pod imenom Republika, pošto ono čuva mjeru nezavisnosti, i pošto je sloboda gotovo njegova bit. To je carstvo talenta i znanja."

Ideal Res publicae literariae je zbroj većeg broja ideala prosvjetiteljstva: egalitarno carstvo vođeno znanjem, koje može djelovati preko granica suparničke moći države. Ono je bilo mjesto razmjene ideja koji je podržavalo "slobodno javno preispitivanje pitanja religije i zakonodavstva". Immanuel Kant je smatrao pisanu komunikaciju osnovnom za njegovu koncepciju javne sfere. Jednom kad svatko bude dio "čitajuće publike", društvo će se moći nazivati prosvijećenim. Osobe koje su sudjelovale u pokretu Res publica literaria, kao Diderot i Voltaire, danas su najčešće poznati kao važne ličnosti prosvjetiteljstva. Ličnosti koje su pisale Diderotovu Encyclopédie, nedvojbeno su činili mikrokozmos šire "republike".
Dena Goodman tumači da su žene odigrale značajnu ulogu u francuskim salonima – salonnières kao komplementarne muškim philosophes. Diskurzivno, one su temeljile Res publicu literariu na pristojnoj komunikaciji i pisanju pisama, a njihova osnovna društvena institucija je bio salon.
Robert Darntonovo djelo The Literary Underground of the Old Regime bilo je prvo važnije povijesno djelo koje je iznijelo kritiku tog idealnog modela. On tumači da su učeni ljudi (gens de lettres) sredine 18. stoljeća bili fokusirani na elitu (les grands) francuskog društva. To je vidljivo kod definicije pojma "Goût" (ukus), kako ga je prenio Voltaire u Dictionnaire philosophique (definiciju je posudio od Darntona): "Ukus je kao filozofija. Ona pripada vrlo malom broju privilegiranih duša ... Nepoznata je u buržujskim obiteljima, u kojima su članovi neprestano obuzeti pažnjom za vlastito bogatstvo". U riječima Darntona, Voltaire "je pronašao ideju da bi prosvjetiteljstvo trebalo početi s elitom ("grands"). Povjesničari nalaze slične stavove i kod d'Alemberta i Louisa Sébastiena Merciera.

### Grub Street
Darnton objašnjava da je rezultat "fuzije gens de lettres i grands" bio nastanak opozicijske literarne sfere: Grub Street, domena "mnoštva stihotvoraca i nadripisaca". Ovi ljudi, privučeni slavom Res publice literarie, dolaze u London kako bi postali pisci, samo da bi otkrili da su njihovi snovi književne slave tek nešto više od iluzija. Tržište književnosti jednostavno nije moglo podnijeti velik broj pisaca, njih su u svakom slučaju gilde izdavača i prodavača knjiga loše plaćale. Pisci iz Grub Street, Grub Street Hacks, osjećali su krajnju gorčinu prema relativnom uspjehu njihovih literarnih rođaka, učenih ljudi (men of letteres).
Ova gorčina i mržnja ispoljila se u literaturi proizvedenoj u Grub Streetu, obilježenoj kao libelle. Pisani uglavnom kao pamfleti, libelle su "klevetale dvor, crkvu, aristokraciju, akademije, salone, i sve uzvišeno i ugledno, uključujući i samu monarhiju". Darnton imenuje Le Gazetier cuirassé Charleasa Théveneau de Morandea kao prototip ovog žanra.
Literaturu iz Grub Streeta su najviše čitale pismene mase u vrijeme prosvjetiteljstva. Još važnije, Darnton objašnjava da su pisci Grub Streeta naslijedili "revolucionarni duh" kojeg su nekad pokazivali philosophes, te su otvorili put Francuskoj revoluciji time što su desakralizirali figure političkog, moralnog i religijskog autoriteta u Francuskoj.

### Proizvodnja knjiga
Jedna od ključnih karakteristika "društvenog" prosvjetiteljstva bila je povećana potražnja za pisanim materijalom svih vrsta. Tehnološki razvoj u industrijskoj revoluciji omogućio je proizvodnju robe široke potrošnje u većim količinama i po manjoj cijeni, što je potaknulo veću dostupnost knjiga, pamfleta, novina i časopisa – "medija za prijenos ideja i stavova". Razvoj trgovine je pak povećao potražnju za informacijama, s povećanjem stanovništva i pojačanom urbanizacijom. Potražnja za pisanim materijalom se, međutim, širila izvan domene same trgovine i izvan visoke i srednje klase, kao što je evidentno s Bibliothèque Bleue. Teško je odrediti stupanj pismenosti, ali Robert Darnton piše da se, bar u Francuskoj, stopa pismenosti udvostručila tijekom 18. stoljeća.
Tijekom 18. stoljeća čitanje je prošlo temeljite promjene. Posebno je Rolf Engelsing naglašavao postojanje prave revolucije čitanja. Do 1750., čitanje je bilo "intenzivno", čitatelji su uglavnom posjedovali mali broj knjiga koje su više puta čitali, često i na glas pred manjom publikom. Nakon 1750., ljudi su počeli čitati "ekstenzivno", nalazili su što više knjiga, i sve više ih čitali sami. To je bilo potaknuto povećanom stopom pismenosti, posebno među ženama.
Naravno da si najveći broj pismenih ljudi nije mogao priuštiti vlastitu privatnu biblioteku. Iako je većina državnih "univerzalnih biblioteka" osnovana u 17. i 18. stoljeću bila otvorena za javnost, to nije bio jedini izvor pisanog materijala.
Na jednom kraju spektra nalazimo Bibliothèque Bleue, zbirku jeftino proizvedenih knjiga izdanih u Troyesu u Francuskoj. Osmišljena uglavnom za seosku i polupismenu publiku, ova zbirka je sadržavala između ostalog almanahe, prepričane srednjovjekovne romanse i sažete verzije popularnih novela. Dok povjesničari, kao Roger Chartier i Robert Darnton, tumače da se prosvjetiteljstvo loše probilo do niže klase, Bibliothèque Bleue, u najmanju ruku predstavlja želju za sudjelovanjem u društvenim promjenama prosvjetiteljstva, neovisno o tome je li se to uspjelo postići.
Pomičući se prema višim klasama, veliki broj institucija nudio je čitateljima pristup knjigama bez potrebe plaćanja. Započela je pojava biblioteka koje su iznajmljivale pisani materijal za nisku cijenu, a ponekad su trgovine knjigama nudile klijentima u najam cijele male biblioteke. Kavane su često nudile svojim mušterijama knjige, novine i ponekad čak i popularne novele. The Tatler i The Spectator, dva utjecajna časopisa u prodaji od 1709. do 1714., bila su tijesno vezana za kulturu kavana u Londonu, i bili su čitani i proizvedeni u različitim ustanovama u gradu. To je doista bio primjer trostruke ili čak četverostruke funkcije kavana onog doba: pisani materijal se često nabavljao, čitao, diskutirao ili čak štampao sve u istim prostorijama.
Kao što Darnton opisuje u svom djelu The Literary Underground of the Old Regime, izuzetno je teško odrediti što su ustvari ljudi u doba prosvjetiteljstva čitali. Proučavajući, na primjer, kataloge privatnih biblioteka onog doba ne samo da bi se dobila iskrivljena slika u korist onoga što su čitali dovoljno bogati društveni slojevi koji su si mogli priuštiti biblioteku, već se zanemaruju cenzurirana djela. Zbog toga Darnton objašnjava da bi proučavanje izdavaštva trebalo biti puno plodnije u spoznavanju čitalačkih navika.
Diljem kontinentalne Europe, posebno u Francuskoj, trgovci knjiga i izdavači morali su pregovarati o strogoći zakona o cenzuri. Encyclopédie je, na primjer, tijesno izbjegla cenzuru. Spasio ju je Malesherbes, čelni čovjek francuske cenzure. Mnoge izdavačke kuće su oportuno premjestile svoja sjedišta izvan Francuske u pokušaju da izbjegnu prerevne francuske cenzore. Oni su švercali svoju robu, piratske kopije i cenzurirana djela, preko granice, gdje su ih prodavali u ilegalnim trgovinama knjigama ili kod sitnih uličnih kriminalaca.
Darnton iznosi detaljnu evidenciju aktivnosti ilegalnih prodavača knjiga (jedan od njih je de Mauvelain) u gradu Troyesu. U to vrijeme je broj stanovnika grada bio oko 22 000. Imao je jednu masonsku ložu i jednu "važnu" biblioteku, iako je stopa pismenosti bila manja od 50 %. Mauvelainova evidencija daje nam dobar prikaz što su pismeni Francuzi tog doba uistinu čitali, pošto je tajna priroda njegovog posla omogućavala manje restriktivan izbor. Najpopularnija kategorija knjiga bila je ona politička (naručeno 319 kopija).
Evidencija je uključivala i pet kopija D'Holbachovog "Društvenog sistema" (Système social), ali i oko 300 tužbi i pamfleta. Čitatelji su puno više bili zainteresirani za kriminalce i političku korupciju nego za samu političku teoriju. Druga najpopularnija kategorija, "opći radovi" (ove knjige "nisu imale dominantni motiv, već su sadržavale nešto što vrijeđa gotovo svakoga na vlasti"), također odaje visoku potražnju za općenito subverzivnom literaturom niske razine. Ovi radovi, kao i velika većina radova proizvedenih od Darntonovih "Grub street hacks", nikad nisu postali dijelom literarnog kanona i su danas uglavnom zaboravljeni.
Prosvjetiteljstvo nije bilo ekskluzivna domena ilegalne literature, što je vidljivo po zdravoj i većim dijelom legalnoj izdavačkoj djelatnosti koja je postojala u cijeloj Europi. "Većim dijelom legalnoj" pošto su se čak i afirmirani izdavači i prodavači knjiga povremeno upuštali u protuzakonite aktivnosti. Encyclopédie koju je, na primjer, osuđivao ne samo kralj već i papa Klement XII., ipak je pronašla svoj put do tiska uz pomoć gore spomenutog Malesherbes i kreativne interpretacije francuskog zakona o cenzuri.
Mnogi radovi su pak prodavani bez ikakvih problema sa zakonom. Evidencije posuđivanja iz biblioteka u Londonu, Njemačkoj i Sjevernoj Americi pokazali su da su više od 70 % posuđenih knjiga bili romani, a manje od 16 % knjiga bilo je religiozne tematike, što je reflektiralo generalni trend pada religioznosti.

### Prirodoslovlje
Žanr kojemu je značajno povećana važnost je znanstvena literatura. Posebno je prirodoslovlje postajalo sve više popularno među pripadnicima visoke klase. Neki od važnijih radova iz prirodoslovlja su Histoire naturelle des insectes Renéa-Antoinea Ferchaulta de Réaumur i La Myologie complète, ou description de tous les muscles du corps humain (1746) Jacques Gautier d'Agotya. Međutim, kako to tumači François-Alexandre Aubert de La Chesnaye u Boisovu Dictionnaire de la Noblesse (1770), prirodoslovlje je vrlo često bilo i političko pitanje. E. C. Spary piše da klasifikacija koju su naturalisti koristili "klizi između prirodnog svijeta i društvenog ... kako bi uspostavila ne samo stručnost prirodoslovaca nad prirodnim, već i prevlast prirodnog nad društvenim". Iz tih temelja, prirodoslovci mogu izgraditi svoje vlastite društvene ideale bazirane na svojim znanstvenim djelima.
Ciljana publika prirodoslovlja bilo je francusko otmjeno društvo, što dokazuje više specifičan diskurs žanra nego općenito visoke cijene djela o njemu. Prirodoslovci su svojim radovima služili želju visokog društva za erudicijom, mnogi su, naime, tekstovi imali eksplicitno edukativnu namjenu. Ali je ideja ukusa (le goût) bila pravi društveni indikator: za biti istinski sposoban kategorizirati prirodu, mora se imati pravi ukus, sposobnost diskrecije koju su dijelili svi pripadnici visokog društva. Tako je prirodoslovlje proširilo mnoge od znanstvenih dostignuća tog doba, ali je omogućilo novi izvor legitimiteta dominantnoj klasi.
Izvan francuskog ancien régime, prirodoslovlje je činilo važan dio medicine i industrije obuhvaćajući područja botanike, zoologije, meteorologije, hidrologije i mineralogije. Studenti na univerzitetima i akademijama prosvjetiteljstva učili su te predmete kako bi se obrazovali za širok spektar karijera od medicine do teologije. Kako je ukazao M. D. Eddy, prirodoslovlje je u tom kontekstu bilo prava težnja srednje klase i funkcionirala je kao plodno interdisciplinarno područje razmjene različitih znanstvenih ideja.

### Znanstveni i književni časopisi
Mnogi znanstveni i književni časopisi (uglavnom recenzije knjiga) objavljeni u ovom razdoblju također predstavljaju dokaz intelektualnog duha prosvjetiteljstva. Jonathan Israel objašnjava da su stručni časopisi od 1680-ih nadalje, utjecali na europsku intelektualnu kulturu u većoj mjeri od bilo koje druge "kulturalne inovacije".
Prvi se časopis pojavljuje 1665., to je pariški Journal des Sçavans, ali se revije nisu počele značajnije proizvoditi sve do 1682. Dominanti jezici u revijama bili su francuski i latinski jezik, no bilo je i stalne potražnje za materijalom na njemačkom i nizozemskom jeziku. Potražnja za tekstovima na engleskom jeziku bila je vrlo mala u kontinentalnoj Europi, kao što su posljedično u Engleskoj bili malo traženi časopisi na francuskom. Za širenje časopisa bila je važnija međunarodna trgovina od samog jezika, tako da su publikacije na npr. danskom, španjolskom ili portugalskom imali manji uspjeh, dok su se u pravilu koristili više rašireni jezici korišteni u trgovini. Iako su na njemačkom jeziku izlazile brojne kvalitetne publikacije, francuski je jezik polako zamjenjivao status latinskog kao lingua franca intelektualnih krugova. To je potaknulo razvoj industrije publikacija u Nizozemskoj, gdje se tiskala velika većina tih revija na francuskom jeziku.
Israel dijeli intelektualnu važnost tih časopisa na četiri elementa. Prvi je njihova uloga u skretanju pažnje "kultivirane publike" daleko od "službenih autoriteta" prema "onome što je novo, inovativno, i izazovno." Drugo, oni su mnogo učinili u promicanju "'prosvjetiteljskih ideala tolerancije i intelektualne objektivnosti." Treće, časopisi su bili implicitna kritika postojećih ideja o univerzalnoj istini monopoliziranoj od strane monarhija, parlamenata, i religijskih autoriteta. Ovi su časopisi promicali novi izvor znanja kroz znanost i razum, koji je potkopavao stare izvore autoriteta. I najzad, oni su predstavili kršćansko prosvjetiteljstvo koje potvrđuje "legitimitet od Boga proizašlog autoriteta" — Biblije — prema kojemu mora postojati slaganje između biblijskih i prirodnih teorija.

### Škole i sveučilišta
Većina djela prosvjetiteljstva imala su tendenciju naglašavati što intelektualci misle o tome kako bi obrazovanje trebalo biti, a ne kako je obrazovanje bilo u vrijeme 17. i 18. stoljeća. Vodeći teoretičari obrazovanja, kao John Locke u Engleskoj i Jean Jacques Rousseau u Švicarskoj naglašavali su važnost ranog oblikovanja mladih umova. U kasnom prosvjetiteljstvu povećala se potražnja za univerzalnijim pristupom obrazovanju, posebno nakon Američke i Francuske revolucije.
Djecu su u prosvjetiteljstvu učili da memoriziraju činjenice putem oralnih i grafičkih metoda utvrđenih tijekom renesanse. Dominantna obrazovna psihologija od 1750-ih nadalje, pogotovo u zemljama Sjeverne Europe bila je asocijacionizam, misao da um asocira i disocira ideje putem rutine ponavljanja. Osim što je uvodio prosvjetiteljske ideologije slobode, samoodređenja, i osobne odgovornosti, nudio je i praktičnu teoriju uma koja je omogućavala učiteljima da transformiraju oblike kulture tiska i rukopisa u efikasne grafičke alate učenja za nižu i srednju klasu.
Mnoga vodeća sveučilišta koji su prihvatila progresivne principe prosvjetiteljstva smješteni su u Sjevernoj Europi, najpoznatija među njima su sveučilišta u Leidenu, Göttingenu, Halleu, Montpellieru, Uppsali and Edinburghu. Iz ovih sveučilišta, pogotovo onog edinburškog, proizašli su profesori čije su ideje imale značajan utjecaj na Britanske Sjevernoameričke Kolonije i, kasnije, na Američku Republiku. Među prirodnim znanostima, edinburški medicinski stručnjaci isticali su se u kemiji, anatomiji i farmakologiji.
Međutim, sveučilišta i škole u Francuskoj i većini Europe općenito su bile bastioni tradicionalizma i nisu bile naklonjene prosvjetiteljstvu. Jedina veća iznimka u Francuskoj bio je medicinsko sveučilište u Montpellieru.

### Akademije
Povijest akademija u Francuskoj započinje s osnivanjem akademije znanosti, 1635. godine u Parizu. Bila je čvrsto vezana za francusku državu i djelovala je kao vladin produžetak u nedostatku vladinih znanstvenika. Pomagala je u promicanju i organiziranju novih disciplina i obrazovala je nove znanstvenike. Sudjelovala je u jačanju društvenog statusa znanstvenika i smatrala ih je "najkorisnijima građana". Akademija je pokazivala povećani interes za znanost s povećanom sekularizacijom, što je vidljivo iz malog broja članova svećenika (oko 13 %).

"U prvom zanosu znanstvene smjelosti, mislioci prosvjetiteljstva su pokušali prenijeti temeljne principe u svaki čovječji intelektualni pothvat, slično onome što je s velikim uspjehom ostvareno u Newtonovoj fizici. Ova potraga donijela je i skeptični stav prema autoritetu, odbacujući sve što nema sigurne temelje u iskustvenom. U povijesnom smislu, ovaj je stav u prosvjetiteljstvu privremeno prevladao u domeni morala, metafizike, i književnosti, što je potaknulo izvanredne ambicije francuskih enciklopedista, i njihov materijalistički, gotovo mehanicistički, pogled na Svemir. To je proizvelo političke teorije koje su motivirale Francusku i Američku revoluciju, te sistematska istraživanja u kemiji i biologiji koja su pak dovela do razvoja evolucionizma u 19. stoljeću. Dovelo je i do tehničkih postignuća koja su percipitirala u moderni industrijalizam i premda je time utrt put za nedaće revolucije i tvorničkog rada, to je umove obrazovanih klasa inficiralo vedrinom vidika i povjerenja u ljudske kapacitete koji su odagnali prepade Humeova skepticizma, Viceova antiracionalizma i rastuće introverzije i sudbinom opterećena misticizma romantičara. Ovo je bilo augustovsko doba engleske poezije, doba Johnsona i Goldsmitha, Voltairea, Diderota i Rousseaua, Lessinga i Winckelmanna. Iz perspektive povjesničara to je vjerojatno najbogatija i najuzbudljivija intelektualnih era, ne toliko zbog sadržaja, koliko zbog utjecaja ideja koje su tada bile zastupljene."

Prisutnost francuskih akademija u javnoj sferi ne može se objasniti društvenim podrijetlom njihovih članova. Premda je većina članstva pripadala buržoaziji, ove ekskluzivne institucije bile su otvorene samo elitnim pariškim znanstvenicima. Oni su sami sebe percipirali kao "tumači znanosti za stanovništvo". Doista su s tim na umu akademije krenule u pobijanje popularne pseudoznanstvene teorije mesmerizma.
Međutim najvažniji oblik sudjelovanja akademija u javnoj sferi bili su concours académiques ("akademski natječaji") koje su one sponzorirale diljem Francuske. Kao što Jeremy L. Caradonna objašnjava u članku objavljenom u Annales, "Prendre part au siècle des Lumières: Le concours académique et la culture intellectuelle au XVIIIe siècle", ovi akademski natječaji bili su možda najjavnija institucija tijekom prosvjetiteljstva.
L'Académie française je oživjela ovu praksu koja datira još iz srednjeg vijeka kad je raspisivala javne natječaje sredinom 17. stoljeća. Predmet natječaja je u početku uglavnom bio religijske ili monarhijske tematike i obuhvaćao je eseje, poeziju i slikarstvo. Otprilike oko 1725., međutim, teme natječaja su se radikalno proširile i postale raznolike, a uključivale su i "kraljevsku propagandu, filozofske bitke i kritičke diskusije o društvenim i političkim institucijama Starog režima." Nisu se izbjegavale kontroverzne teme: Caradonna citira kao primjer teorije Newtona i Descartesa, trgovine robljem, obrazovanje žena i pravdu u Francuskoj.
Još važnije, natječaji su bili otvoreni svima, a prisilna anonimnost svakog doprinosa garantirala je da spol ili društveni status ne mogu utjecati na suđenje. Iako je "velika većina" sudionika doista pripadala dobrostojećim društvenim slojevima ("slobodnim umjetnicima, svećenstvu, pripadnicima sudstva i medicinskih profesijama"), bilo je pojedinačnih slučajeva objavljivanja radova od strane nižih klasa, a ponekad i pobjeda.
U natjecanjima je sudjelovao i pobjeđivao značajan broj žena. Od ukupno 2300 nagradnih natječaja održanih u Francuskoj, žene su pobijedile u njih 49. To je možda mali broj prema modernim standardima, ali vrlo značajan u doba kad velika većina žena nije imala akademsko obrazovanje. Većina žena pobjednica bila je u kategoriji poezije, pošto se to područje stimuliralo kod obrazovanja žena.
Londonska Royal Society je također odigrala značajnu ulogu u širenju ideja prosvjetiteljstva u javnoj sferi Engleske. Ovo društvo osnovala je grupa nezavisnih znanstvenika, a engleski kralj im je dodijelio povelju 1662. Royal Society je igrala važnu ulogu u širenju eksperimentalne filozofije Roberta Boylea Europom i djelovala je kao centar za distribuciju intelektualne korespondencije kao i za razmjenu informacija. Kao što Steven Shapin i Simon Schaffer tumače, Robert Boyle je bio "osnivač svijeta eksperimentiranja unutar kojeg znanstvenici sada žive i djeluju". Boyleovo sistematizirano znanje utemeljeno je na eksperimentiranju, pri kojem su prisutni svjedoci rezultata eksperimenta što omogućava odgovarajući empirijski legitimitet. Ovdje Royal Society igra važnu ulogu: eksperimentiranje pred svjedocima je morao biti "kolektivni čin", a prostorije vijeća Royal Society bile su idealno mjesto za donekle javna prikazivanja.
Međutim, nije se bilo koji svjedok smatrao pouzdanim: "oksfordski profesori su se smatrali pouzdanijim svjedocima od seljaka iz Oxfordshirea." Dva su se faktora uzimala u obzir: prethodno znanje svjedoka iz tog područja i svjedokov "moralni integritet". Drugim riječima, samo se civilno društvo uzimalo u obzir kao publika za eksperimente.

### Kavane
Kavane su bile posebno važne u širenju znanja u doba prosvjetiteljstva, jer su stvarale jedinstveno ozračje u kojem su se vrlo različiti ljudi mogli sastajati i razmjenjivati ideje. Kultura kavana je nailazila na kritiku plemstva, koje se bojalo i gnušalo ambijenta u kojem se stalež i titula s pratećim privilegijama zanemaruje. Ovakav ambijent posebno je plašio kraljeve čija vlast dobrim dijelom proizlazi iz razlika među društvenim klasama. Ako se klase udruže pod utjecajem prosvjetiteljskog načina razmišljanja, mogle bi prepoznati sveobuhvaćajuće ugnjetavanje i zlouporabu od strane vlastitih kraljeva i, zahvaljujući svojoj brojnosti, mogli bi pokrenuti uspješne pobune. Kraljevi su također odbijali ideju da njihovi podanici nastupaju kao jedan kako bi raspravljali politička pitanja, pogotovo pitanja vanjske politike. Monarsi su, naime, smatrali da su politička pitanja isključivo njihova stvar, kao posljedica njihovog navodnog Božjeg prava na vlast.
Prva engleska kavana otvorena je u Oxfordu 1650. godine. Povjesničar Brian Cowan objašnjava da su se oksfordske kavane razvile u "penny univerzitete", nudeći mjesto stjecanja znanja koje je bilo manje formalno od strukturiranih institucija. Ova penny sveučilišta zauzimala su značajnu poziciju u oksfordskom akademskom životu, pošto su ih posjećivali virtuozi. Prema Cowanu, "kavane su bile mjesta sastajališta slično mislećih učenjaka, gdje su mogli čitati i učiti od međusobnih debata". One, međutim, nisu bile sveučilišne institucije i tamošnji diskurs je uvelike bio na drugačijoj razini od sveučilišnog učenja."
Iako su mnogi pokrovitelji kavana bili učenjaci, veliki dio njih to nije bio. Kultura kavana privlačila je različite vrste ljudi, ne samo obrazovane i dobrostojeće već i manje obrazovane pripadnike buržoazije, čak i nižu klasu. Iako se moglo činiti pozitivnim da učeni pokrovitelji, kao liječnici, odvjetnici ili trgovci predstavljaju gotovo sve klase, ambijent kavane je budio strah u ljudima koji su tražili očuvanje klasnih razlika. Prema mišljenju povjesničara Lawrencea E. Kleina, jedna od popularnih kritika kavana tvrdila je da "omogućuje promiskuitetnu asocijaciju među ljudima različitih prečki na društvenoj ljestvici, od obrtnika do aristokrata". Zato ih se je uspoređivalo s Noinom arkom, "koja prima u sebe sve vrste životinja, čiste i nečiste".
Ova jedinstvena kultura poslužila je kao katalizator za žurnalizam kada su Joseph Addison i Richard Steele prepoznali potencijal koju je ona kao čitalačka publika imala. Steele i Addison su zajedno objavili The Spectator, dnevno izdanje koje je imalo cilj, preko fikcijskog karaktera Mr. Spectatora, da zabavi i da izazove diskusiju o ozbiljnim filozofskim pitanjima. Steele je samostalno objavio The Tatler, britanski časopis o književnosti i društvu, koji je obuhvaćao u prvom licu novosti i tračeve iz popularnih kavana.
Francesco Procopio dei Coltelli – François Procope – osnovao je prvu kavanu u Parizu, Café Procope, 1686. godine, a do 1720-ih bilo je oko 400 kavana u gradu. Posebno je Café Procope postao centar prosvjetiteljstva, u kojemu su bile dobrodošle ličnosti kao Voltaire i Rousseau. Café Procope je mjesto gdje su Diderot i Jean d'Alembert odlučili stvoriti Encyclopédie. Posebno je Robert Darnton do u detalje proučavao razgovore u pariškim kavanama. On opisuje kako su kavane bile jedni od mnogih "živčanih centara" za publiku glasina, javna šuškanja ili govorkanja. Ova publika glasina je navodno bila puno bolji izvor informacija od novina onog doba.
Povrh toga, kavane su predstavljale povijesnu prekretnicu tijekom koje su ljudi otkrili da mogu imati ugodni društveni život unutar svojih zajednica. Kavane su po prvi put postajale domovi izvan domova za mnoge koji su tražili sudjelovanje u raspravi sa svojim susjedima i diskutirali o intrigantnim i misaonim temama, posebno onim iz područja filozofije i politike. One su bile ključne za prosvjetiteljstvo, pošto su bile centri slobodoumlja i samootkrivenja.

### Debatna društva
Debatna društva koja su se pojavila oko 1780. u Londonu predstavljaju gotovo savršen primjer javne sfere iz doba prosvjetiteljstva. Donna T. Andrew tvrdi da oni proizlaze iz četiri različite realnosti:
- Klubovi od pedesetak ili više ljudi koji su se početkom 18. stoljeća, nalazili u pubovima i raspravljali o religijskim pitanjima i državnim poslovima.
- Klubovi simuliranog suđenja, česti među studentima prava kako bi vježbali retoriku.
- Deklamatorski klubovi, osnovani su kako bi pomogli glumcima u vježbanju kazališnih uloga.
- Oratorij Johna Henleya, koji je miješao neobuzdane propovijedi s još apsurdnijim pitanjima poput "Bi li Škotska bila bilo gdje u svijetu?"[192]

U svakom slučaju popularna debatna društva u kasnim su 1770-ima počela ulaziti u "gospodske" ili respektabilne prostorije"‏, što je bila promjena koja je pomogla uspostaviti novi standard društvenosti: "red, decentnost, liberalnost", po riječima Religijskog društva Staroportugalske ulice. Respektabilnost je također bila poticana visokim cijenama prijema (u rasponu od 6 denara do 3 šilinga‏), što je doprinijelo uzdržavanju novih ustanova. Negativnost ovog razvoja događaja je ono što Andrew naziva "eksplozija interesa o teoriji i praksi javnog govorništva". Debatna društva su bila trgovačka poduzeća koja su odgovorila na tu potražnju, ponekad i vrlo uspješno. Neka društva su, doista, znala ugostiti od 800 do 1200 gledatelja u jednoj večeri.
Ova su društva raspravljala o vrlo širokom rasponu tema. Jedno opširno područje bile su žene: društva su raspravljala o "muškim i ženskim kvalitetama", udvaranju, braku i ulozi žena u javnoj sferi. Raspravljalo se također o političkim pitanjima, od tekućih događaja do "prirode i ograničenja političkog autoriteta", do prirode prava glasa. Rasprave o religiji zaokružile su tematiku. Važno je naglasiti da se kritičnost tema u tim debatama nije nužno reflektirala u opoziciji vlasti. Drugim riječima, rezultati ovih debata vrlo su često potvrđivali status quo.
Iz povijesne perspektive, jedna od najvažnijih značajki debatnih društava bila je otvorenost javnosti. Žene su prisustvovale i čak sudjelovale u gotovo svakom debatnom društvu, koji su također bili otvoreni svim društvenim slojevima pod uvjetom da su u stanju platiti ulaznicu. Gledatelji su mogli sudjelovati u vrlo egalitarističkom obliku društvenosti što je pomoglo širenju "prosvjetiteljskih ideja".

### Masonske lože
Povjesničari su dugo raspravljali do koje je mjere tajna mreža masonstva igrala ulogu u prosvjetiteljstvu. Oni se slažu da su poznati lideri prosvjetiteljstva, kao na primjer, Diderot, Montesquieu, Voltaire, Pope, Horace Walpole, Sir Robert Walpole, Mozart, Goethe, Fridrik II. Veliki, Benjamin Franklin, i George Washington pripadali masonima. Prema dugoročnoj povijesnoj perspektivi, povjesničar Norman Davies objašnjava da je masonstvo bilo moćna sila u korist liberalizma u Europi, od 1700-ih do 20. stoljeća. U doba prosvjetiteljstva se brzo širilo, te je doprlo do svih zemalja Europe. Masonstvo je posebno bilo privlačno moćnim aristokratima i političarima, kao i intelektualcima, umjetnicima i političkim aktivistima.
Američka povjesničarka Margaret Jacob objašnjava da je masonstvo u doba prosvjetiteljstva obuhvaćalo međunarodnu mrežu istomislećih ljudi, koji su se često nalazili u tajnosti u svojim ložama i slijedili ritualne programe. Promicali su ideale prosvjetiteljstva i olakšavali širenje istih duž cijele Britanije i Francuske prema drugim zemljama. Masonstvo, kao sustavni kredo s vlastitim mitovima, vrijednostima i sustavom rituala, rođeno je u Škotskoj oko 1600., te se najprije počelo širiti Engleskom i, potom, tijekom 18. stoljeća duž cijelog kontinenta. Masoni su poticali nova pravila ponašanja, uključujući i javno razumijevanje ideala slobode i jednakosti naslijeđenih iz solidarnosti među gildama: "sloboda, bratstvo i jednakost" Škotski vojnici i škotski jakobiti proširili su ideal bratstva u Europu, koji nije reflektirao lokalni sustav škotskih običaja, već institucije i ideale rođene u Engleskoj revoluciji protiv kraljevog apsolutizma. Masonstvo je posebno bilo zastupljeno u Francuskoj. Godine 1789. bilo je više od 100 000 francuskih masona, što je masoneriju činilo najpopularnijem udruženjem prosvjetiteljstva. Masoni su pokazivali svoju sklonost tajnovitosti i stvorili su niz novih obreda i činova. Slična društva, koja su djelomično oponašala masonstvo, osnovana su u Francuskoj, Njemačkoj, Švedskoj i Rusiji. Jedan od primjera bili su "Iluminati" osnovani u Bavarskoj 1776. Oni su preuzeli mnoge karakteristike od masona, ali nikad nisu bili dijelom njihove mreže. Iluminati su bili otvorena politička grupa, dok većina masonskih loža nisu to bile.
Jacob dodatno pojašnjava da su masonske lože stvorile privatni model za javne poslove. Oni su "rekonstruirali politiku i uspostavili ustavni oblik samouprave, potpuno s ustavima i zakonima, izborima i predstavnicima‏”. Drugim riječima, mikrodruštvo izgrađeno unutar loža činilo je normativni model za društvo u cjelini. To je posebno bilo istaknuto na europskom tlu: kad su naime 1730-ih osnovane prve lože, njihovo ostvarenje britanskih ideala bilo je viđeno kao prijetnja državnom autoritetu. Parišku su ložu, na primjer, 1720-ih činili engleski jakobiti u egzilu. Štoviše, masoni diljem cijele Europe otvoreno su se priklanjali prosvjetiteljstvu u cjelini. U francuskim je ložama, na primjer, rečenica “da budem prosvijećen, tražim prosvijećene‏” bila je dijelom njihovih inicijacijskih obreda. Britanske lože dodijelile su si zadaću da “iniciraju neprosvijetljene”. To nužno ne veže lože za ireligioznost, ali isto tako ih ne isključuje od povremenih epizoda hereze. Mnoge su lože, uistinu, slavile Velikog arhitekta, što je masonski termin za deističko božanstvo koje je stvorilo i uredilo svemir po pravilima znanosti.
Njemački filozof Reinhart Koselleck tvrdi da su "na Kontinentu postojale dvije društvene strukture koje su dale sudbonosni pečat dobu prosvjetiteljstva: Res publica letteraria i masonske lože". Škotski profesor Thomas Munck obrazlaže da "iako su masoni promicali međunarodne i međudruštvene kontakte koji su u suštini bili nereligiozni i u skladu s vrijednostima prosvjetiteljstva, oni se u svojoj biti teško mogu definirati kao značajna radikalna i reformistička mreža." Čini se da su se mnoge od masonskih vrijednosti vrlo svidjele prosvjetiteljskim misliocima. Diderot u D'Alembertovom snu razmatra vezu između masonskih ideala i prosvjetiteljstva, proučavajući masonstvo kao način širenja prosvjetiteljskih vjerovanja. Povjesničarka Margaret Jacob naglašava važnost masona u neizravnom inspiriranju prosvjetiteljske političke misli.
U negativnom smislu, Daniel Roche osporava tvrdnje da je masonstvo promicalo egalitarizam. On objašnjava da je “prava jednakost loža bila elitistička”, te je privlačila osobe sličnih društvenih statusa. Za prisustvo plemkinja u francuskim "adoptivnim ložama" koje su se formirale 1780-ih uvelike su bile zaslužne bliske veze koje su te lože dijelile s aristokratskim društvom.

#### Masoni i Francuska i Američka revolucija
Veliki neprijatelj masonstva bila je Rimokatolička crkva, tako da se u zemljama s velikom katoličkom većinom kao npr. Francuskoj, Italiji, Španjolskoj i Meksiku, mnogo okrutnih političkih bitaka zbivalo između, kako ih Davies naziva, reakcionarne crkve i prosvijećenog masonstva.
U pojmovima njihovog utjecaja na revolucionarnu politiku, povjesničar Robert Roswell Palmer zaključuje da su čak i u Francuskoj masoni bili politički "bezazleni, ako ne i smiješni" i nisu djelovali kao skupina. Iako je poznato da su Benjamin Franklin i George Washington uistinu bili aktivni masoni, američki povjesničari umanjili su važnost masonstva kao uzroka Američke revolucije, pošto je masonski red bio apolitičan i obuhvaćao je i patriote i njihove neprijatelje lojaliste.

## Važni intelektualci
| Ličnost                             | Životni vijek | Nacionalnost         | Bilješke |
| ----------------------------------- | ------------- | -------------------- | --- |
| Thomas Abbt                         | 1738. – 1766. | njemačka             | Auor djela "Vom Tode für's Vaterland" ("O smrti za svoju naciju"). |
| Jean le Rond d'Alembert             | 1717. – 1783. | francuska            | Matematičar i fizičar, jedan od tvoraca Encyclopédie. |
| Francis Bacon                       | 1561. – 1626. | engleska             | Filozof koji je pokrenuo revoluciju u empirijskoj misli karakterističnoj za veće razdoblje prosvjetiteljstva. |
| Pierre Bayle                        | 1647. – 1706. | francuska            | Književni kritičar poznat po uređivanju časopisa "Nouvelles de la république des lettres" i tvorac značajnog djela "Dictionnaire historique et critique". Jedan od prvih mislilaca prosvjetiteljstva koji se zalagao za toleranciju između različitih religioznih vjerovanja. |
| Cesare Beccaria                     | 1738. – 1794. | talijanska           | Reformator zakona o kriminalu, najpoznatiji po traktatu Dei delitti e delle pene ("O zločinima i kaznama") (1764). |
| Balthasar Bekker                    | 1634. – 1698. | nizozemska           | Ključna figura ranog prosvjetiteljstva. U svojoj knjizi De Philosophia Cartesiana (1668.) Bekker objašnjava da teologija i filozofija imaju svoja odvojena područja spoznaje i da priroda ne može biti objašnjena iz svetih spisa, kao što ni teološka istina ne može biti izvedena iz prirode. |
| George Berkeley                     | 1685. – 1753. | irska                | Filozof i matematičar poznat po razvoju subjektivnog idealizma. |
| Justus Henning Boehmer              | 1674. – 1749. | njemačka             | Crkveni pravnik, jedan od prvih reformatora crkvenog i građanskog prava, koja su bila temelj kasnijih reformi i koje su se očuvale do 20. stoljeća. |
| Ruđer Bošković                      | 1711. – 1787. | hrvatska             | Fizičar, astronom, matematičar, filozof diplomat, pjesnik, teolog i isusovac. Polihistor rođen u Dubrovačkoj republici (sadašnjoj Hrvatskoj), studirao je i živio u Italiji i Francuskoj gdje je objavio većinu svojih djela. Osmislio je preteču atomske teorije i zaslužan je za značajne doprinose astronomiji, kao što je prvi geometrijski postupak za određenje ekvatora rotirajućeg planeta iz tri promatranja površinskih svojstava, i za izračun orbite planeta iz tri promatranja njegove pozicije. Godine 1753. otkrio je i nepostojanje atmosfere na Mjesecu.                                                       |
| James Boswell                       | 1740. – 1795. | škotska              | Biograf Samuela Johnsona, doprinio je uspostavi općih normi za pisanje biografija. |
| G.L. Buffon                         | 1707. – 1788. | francuska            | Biolog, autor djela L'Histoire Naturelle uzimao je u obzir teoriju prirodne selekcije i proučavao sličnosti između čovjeka i majmuna. |
| Edmund Burke                        | 1729. – 1797. | irska                | Parlamentarni zastupnik i politički filozof, najpoznatiji po pragmatizmu, smatra se značajnim i za prosvjetiteljsku i za konzervativnu misao. |
| Dimitrie Cantemir                   | 1673. – 1723. | moldavska            | Filozof, povjesničar, kompozitor, muzikolog, lingvist, etnograf i geograf. |
| Émilie du Châtelet                  | 1706. – 1749. | francuska            | Matematičar, fizičar i prevoditelj. Preveo je Newtonov Principia s vlastitim komentarom. |
| Anders Chydenius                    | 1729. – 1803. | finsko-švedska       | Svećenik i crkveni član Riksdaga, danas poznat kao vodeći klasični liberal u nordijskoj povijesti. |
| Francisco Javier Clavijero          | 1731. – 1787. | meksička             | Povjesničar, najpoznatiji po svom djelu Historia Antigua de México ("Antička povijest Meksika") u kojoj opisuje povijest i kulturu Azteka. |
| Marquis de Condorcet                | 1743. – 1794. | francuska            | Filozof, matematičar, i rani politički znanstvenik. |
| Ekaterina Dashkova                  | 1743. – 1810. | ruska                | Direktor Carske akademije umjetnosti i znanosti (danas Ruska akademija znanosti). |
| Denis Diderot                       | 1713. – 1784. | francuska            | Osnivač Encyclopédie, analizirao problem slobodne volje i vezivanje za materijalne objekte, doprinijeo je teoriji književnosti. |
| Benito Jerónimo Feijóo y Montenegro | 1676. – 1764. | španjolska           | Najistaknutiji zagovarač kritičkog empirizma na samom početku španjolskog prosvjetiteljstva. Vidi još španjolskg učenjaka Martina Sarmienta (1695. – 1772.) |
| Christlieb Feldstrauch              | 1734. – 1799. | ruska i njemačka     | Edukator i filozof. Author djela Beobachtungen über den Geist des Menschen und dessen Verhältniß zur Welt |
|                                     | 1700-ih       | francuska            | Enciklopedisti |
| Bernard le Bovier de Fontenelle     | 1657. – 1757. | francuska            | Autor. |
| Denis Fonvizin                      | 1744. – 1792. | ruska                | Pisac i dramaturg. |
| José Gaspar Rodríguez de Francia    | 1766. – 1840. | paragvajska          | Prvi predsjednik Paragvaja. Uveo je radikalne političke ideje prije neprimijenjene u Južnoj Americi, svoju je zemlju učinio bogatijom i sigurnijom od bilo koje druge južnoameričke zemlje. |
| Benjamin Franklin                   | 1706. – 1790. | američka             | Državnik, znanstvenik, politički filozof, autor. Kao filozof, poznat je po svojim tekstovima o nacionalnosti, ekonomskim pitanjima, aforizmima objavljenim u Poor Richard's Almanac i polemikama u korist američke neovisnosti. Sudjelovao je u pisanju Američke deklaracije o nezavisnosti i Ustava SAD-a iz 1787. |
| Luigi Galvani                       | 1737. – 1798. | talijanska           | Liječnik, fizičar i filozof, pionir studija o bioelektricitetu. |
| Antonio Genovesi                    | 1712. – 1769. | talijanska           | Autor djela o filozofiji i političkoj ekonomiji. |
| Edward Gibbon                       | 1737. – 1794. | engleska             | Povjesničar, najpoznatiji po svom djelu Decline and Fall of the Roman Empire ("Propast i pad Rimskog Carstva"). |
| Johann Wolfgang von Goethe          | 1749. – 1832  | njemačka             | Tijesno vezan za vrijednosti prosvjetiteljstva; vođa Weimarskog klasicizma. |
| Olympe de Gouges                    | 1748. – 1793. | francuska            | Dramaturg i aktivist, zalagao se za profeminističku politiku. |
| Alexander Hamilton                  | 1755. – 1804. | američka             | Ekonomist, politički teoretičar i političar. Glavni protagonist pisanja Ustava Sjedinjenih Američkih Država, i najznačajniji pojedinačni autor dokumenata The Federalist Papers, kojima se zagovara ratifikacija Ustava kroz njegov detaljni pregled, analizu njegovih filozofskih i moralnih temelja, te njegovu namjeru. |
| Joseph Haydn                        | 1732. – 1809. | austrijska           | Kompozitor. Revolucionirao je simfonijski oblik. |
| Claude Adrien Helvétius             | 1715. – 1771. | francuska            | Filozof i pisac. Poznat po svom djelu De l'esprit ("O umu"). |
| Johann Gottfried von Herder         | 1744. – 1803. | njemačka             | Teolog i lingvist. Predložio je tezu da jezik determinira misao, uveo je koncept etničkih studija i nacionalizma, utjecao je na kasnije romantističke mislioce. Rani pristalica demokracije i republikanske samovladavine. |
| Thomas Hobbes                       | 1588. – 1679. | engleska             | Filozof, napisao je djelo Leviathan, ključni tekst političke filozofije. Iako Hobbes opravdava apsolutističku monarhiju, njegovo je djelo prvo koje postulira da svjetovno pravo monarha ne dolazi od Božje volje da on postane monarh, već od naroda koji slobodno odluči da će vlastitu moć i slobodu staviti u njegove ruke. Drugim riječima, Hobbes zamjenjuje Božje pravo kraljeva s ranom formulacijom društvenog ugovora. Hobbesov rad je naišao na osudu i od reformatora zbog njegove obrane apsolutizma i od tradicionalista zbog njegovog zagovaranja ideje da moć vladara proizlazi iz naroda, a ne iz Božje volje. |
| Baron d'Holbach                     | 1723. – 1789. | francuska            | Autor, enciklopedist i prvi europski deklarirani ateist. Podigao je velike kontroverze zbog kritike religije u cijelosti u svom djelu Système de la Nature ou Des Loix du Monde Physique et du Monde Moral. |
| Ludvig Holberg                      | 1684-1754.    | norveška             | Pisac, esejist, filozof, povjesničar i dramaturg. |
| Henry Home, Lord Kames              | 1696. – 1782. | škotska              | Odvjetnik i filozof. Zaštitnik Adama Smitha i Davida Humea |
| Robert Hooke                        | 1635. – 1703. | engleska             | Vjerojatno vodeći eksperimentator svog vremena, Kustos eksperimenata za Royal Society. U svojim djelima je kvantificirao koncepte kao Boyleov zakon i obrnuto proporcionalni odnos gravitacije, otac mikroskopije. |
| Wilhelm von Humboldt                | 1767. – 1835. | njemačka             | Lingvist, utemeljitelj modernog obrazovnog sustava, filozof i diplomat. |
| David Hume                          | 1711. – 1776. | škotska              | Povjesničar, filozof i ekonomist. Najpoznatiji po svom empirizmu i znanstvenom skepticizmu, naprednim doktrinama naturalizma i materijalnog uzroka. Utjecao je na Kanta i Adama Smitha. |
| Thomas Jefferson                    | 1743. – 1826. | američka             | Državnik, politički filozof i edukator. Kao filozof, najviše je poznat po doprinosima Američkoj deklaraciji o nezavisnosti (1776.), pogotovo po rečenici "Svi su ljudi učinjeni jednaki," i njegovom zagovaranju demokracije u teoriji i praksi. Kao polihistor, poticao je visoko obrazovanje kao način podizanja cijele nacije. |
| Gaspar Melchor de Jovellanos        | 1744. – 1811. | španjolska           | Istaknuti državnik. Glavna ličnost španjolskog prosvjetiteljstva. |
| Immanuel Kant                       | 1724. – 1804. | njemačka             | Filozof i fizičar. Uspostavio je kritičku filozofiju na sustavnoj bazi, predložio je materijalističku teoriju stvaranja sunčevog sustava, pisao je o etici i moralu. Opisao je principe prosvjetiteljstva u svom eseju What is Enlightenment? (1784.). Utjecali na njega Hume i Isaac Newton. Najvažnija ličnost njemačkog idealizma i značajno je utjecao na Fichtea i Hegela. |
| Vasilij Karazin                     | 1773. – 1842. | ruska i ukrajinska   | Intelektualac, izumitelj i osnivač Ministarstva nacionalnog obrazovanja u Ruskom Carstvu. Objavljivao znanstvene radove u Ukrajini. Osnivač je Sveučilišta u Harkovu, koji i danas nosi njegovo ime. Poznat je i po tome što se opirao, onome što je po njegovom mišljenju, kolonijalna eksploatacija Ukrajine od strane Ruskog Carstva. |
| Hugo Kołłątaj                       | 1750. – 1812. | poljska              | Aktivan u Komisiji za nacionalno obrazovanje i Društvu osnovnoškolskih udžbenika, reformirao je Akademiju u Krakowu, čiji je bio rektor od 1783. do 1786. Bio je jedan od autora Poljsko-Litvanskog Ustava iz 3. svibnja 1791. i osnovao je Skupštinu prijatelja Ustava koja je pomagala u njegovoj implementaciji. |
| Ignacy Krasicki                     | 1735. – 1801. | poljska              | Vodeći pjesnik poljskog prosvjetiteljstva. |
| Joseph-Louis Lagrange               | 1736. – 1813. | talijansko-francuska | Matematičar, poznat po svojim doprinosima matematičkoj analizi, teoriji brojeva i nebeskoj mehanici. |
| Antoine Lavoisier                   | 1743. – 1794. | francuska            | Osnivač moderne kemije; osuđen na smrt za vrijeme Francuske revolucije zbog svojih političkih ideja. |
| Gottfried Leibniz                   | 1646. – 1716. | njemačka             | Filozof i matematičar, Newtonov rival. |
| Giacomo Leopardi                    | 1798. – 1837. | talijanska           | Pjesnik, esejist, filozof i filolog. |
| Gotthold Ephraim Lessing            | 1729. – 1781. | njemačka             | Kazališni pisac, kritičar, politički filozof. Osnovao je kazalište na njemačkom jeziku. |
| Carl von Linné Carl Linnaeus        | 1707. – 1778. | švedska              | Botaničar. liječnik i zoolog, stvorio je temelje moderne binomske nomenklature živih bića. Poznat je kao otac moderne taksonomije. |
| John Locke                          | 1632. – 1704. | engleska             | Filozof, važni empiričar koji je proširio rad Francisa Bacona i Thomasa Hobbesa. Jedan od prvih mislilaca koji su obrađivali odnos države i pojedinca, ugovornog temelja funkcioniranja države i vladavinu zakona. Zalagao se za osobne slobode naglašavajući pravo na vlasništvo. |
| Mikhail Lomonosov                   | 1711. – 1765. | ruska                | Polihistor, znanstvenik i pisac, značajno je doprinio na području književnosti, obrazovanja i znanosti. |
| James Madison                       | 1751. – 1836. | američka             | Državnik i politički filozof. Igrao je ključnu ulogu u pisanju Ustava SAD-a i formiranju njegovog teorijskog opravdanja u Federalnim spisima; autor američke "Bill of Rights". |
| Moses Mendelssohn                   | 1729. – 1786. | židovsko-njemačko    | Filozof židovskog prosvjetiteljstva u Prusiji (Haskalah), Gotthold Lessing mu je odao počast u drami Nathan Mudri. |
| Jean Meslier                        | 1664-1729.    | francusko            | Rimokatolički svećenik, filozof i prvi ateistički pisac od antike. Autor djela Testament, knjige-eseja čiju su retoriku i argumente koristili drugi autori prosvjetiteljstva kao Denis Diderot, Baron d'Holbach i Voltaire. |
| La Mettrie                          | 1709-1751.    | francuska            | Liječnik i rani pristaša filozofskog materijalizma. Najpoznatiji po djelu L'homme machine ("Čovjek stroj"). |
| James Burnett, Lord Monboddo        | 1714. – 1799. | škotska              | Filozof, pravnik, predevolucijski mislilac, doprinio je ideji jezične evolucije. |
| Josef Vratislav Monse               | 1733. – 1793. | češka                | Profesor prava na Sveučilištu u Olomoucu, vodeća ličnost prosvjetiteljstva u Habsburškoj monarhiji |
| Montesquieu                         | 1689. – 1755. | francuska            | Politički mislilac. Poznat po artikulaciji teorije o podjeli vlasti, danas implementiranoj u mnogim ustavima svijeta. Politički znanstvenik Donald Lutz otkrio je da je Montesquieu najviše citirani autoritet o vladavini u kolonijalnoj Americi. |
| Leandro Fernández de Moratín        | 1760. – 1828. | španjolska           | Pisac drama i prevoditelj, podržavao je republikanstvo i slobodno mišljenje. Tranzicijska ličnost prema romantizmu. |
| Wolfgang Amadeus Mozart             | 1756. – 1791. | austrijska           | Vodeći skladatelj onog doba. |
| José Celestino Mutis                | 1755. – 1808. | španjolska           | Botaničar, vodio je prve ekspedicije u svrhu proučavanja biljaka u Južnoj Americi i skupio je veliku zbirku biljaka. |
| Isaac Newton                        | 1642. – 1727. | engleska             | Fizičar, matematičar i astronom, profesor matematike na Sveučilištu u Cambridgeu. Autor je djela Philosophiae Naturalis Principia Mathematica. |
| Nikolay Novikov                     | 1744. – 1818. | ruska                | Filantrop i novinar, nastojao je podiči kulturu ruskih čitatelja. |
| Dositej Obradović                   | 1739. – 1811. | srpska               | Pisac, lingvist i prosvjetitelj, utjecajni zagovaratelj srpskog kulturalnog nacionalizma i osnivač Ministarstva nacionalnog obrazovanja u Srbiji za vlasti Karađorđevića. Osnovao je i Sveučilište u Beogradu. |
| Francesco Mario Pagano              | 1748. – 1799. | talijanska           | Pravnik i filozof, jedan od pionira modernog kaznenog zakona. |
| Thomas Paine                        | 1737. – 1809. | engleska/američka    | Pamfletist, najpoznatiji po pamfletu Common Sense (1776.) koji poziva na Američku nezavisnost kao najracionalniju soluciju. |
| Marquis of Pombal                   | 1699. – 1782. | portugalska          | Državnik, značajan po svom brzom i kompetentnom vodstvu nakon potresa u Lisabonu 1755. Implementirao je ekonomsku politiku koja je regulirala trgovačku aktivnost i standardizirala kvalitetu u zemlji. |
| Stanisław August Poniatowski        | 1732. – 1798. | poljska              | Posljednji kralj neovisne Poljske, vodeća ličnost prosvjetiteljstva poljsko-litvanskog prostora i suautor jednog od prvih modernih ustava u svijetu, poljskog Ustava 3. svibnja 1791. |
| François Quesnay                    | 1694. – 1774. | francuska            | Ekonomist fiziokratske škole. |
| Alexander Radishchev                | 1749. – 1802. | ruska                | Pisac i filozof. Istaknuo je tradiciju radikalizma u ruskoj književnosti |
| Thomas Reid                         | 1710. – 1796. | škotska              | Filozof, razvio je zdravorazumski realizam. |
| Jean-Jacques Rousseau               | 1712. – 1778. | švicarska            | Politički filozof, utjecao je na mnoge ličnosti prosvjetiteljstva, ali nije vjerovao u primat razuma, te je bliži pokretu romantizma. |
| Adam Smith                          | 1723. – 1790. | škotska              | Ekonomist i filozof. Napisao je The Wealth of Nations ("Bogatstvo nacija"), u kojem objašnjava da bogatstvo nije novac sam po sebi, bogatstvo proizlazi iz odane vrijednosti proizvedenih dobara od strane investiranog kapitala i rada. Ponekad se smatra ocem ekonomske politike laissez-faire, ali se u stvari zalaže za određeni stupanj državne kontrole koja bi održavala jednakost. |
| Jan Śniadecki                       | 1756. – 1830. | poljska              | Matematičar, filozof i astronom. |
| Jędrzej Śniadecki                   | 1768. – 1838. | poljska              | Pisac, liječnik, kemičar i biolog |
| Baruch Spinoza                      | 1632. – 1677. | nizozemsko-židovska  | Filozof koji je pripomogao stvoriti okvir prosvjetiteljstvu 18. stoljeća. |
| Alexander Sumarokov                 | 1717. – 1777. | ruska                | Pjesnik i kazališni pisac, tvorac klasičnog kazališta u Rusiji. |
| Emanuel Swedenborg                  | 1688. – 1772. | švedska              | Prirodoslovac i teolog, njegovo proučavanje odnosa duše i tijela dovelo je do detaljnog metafizičkog modela odnosa duhovnog i prirodnog. |
| Giambattista Vico                   | 1668. – 1744. | talijanska           | Politički filozof, govornik, povjesničar i pravnik. |
| Voltaire François-Marie Arouet      | 1694. – 1778. | francuska            | Vrlo utjecajni pisac, povjesničar i filozof. Promicao je Newtonovo učenje i osuđivao organiziranu religiju kao štetnu. |
| Adam Weishaupt                      | 1748. – 1830. | njemačka             | osnivač reda Iluminata. |
| Christian Wolff                     | 1679. – 1754. | njemačka             | filozof |
| Mary Wollstonecraft                 | 1759. – 1797. | britanska            | Spisateljica i jedna od prvih feministkinja. |

### Reference i istraživanja
- Becker, Carl L. The Heavenly City of the Eighteenth-Century Philosophers. (1932), a famous short classic
- Bronner, Stephen.  The Great Divide: The Enlightenment and its Critics (1995)
- Burns, William. Science in the Enlightenment: An Encyclopædia (2003) 353pp
- Chisick, Harvey. Historical Dictionary of the Enlightenment. 2005. 512 pp
- Delon, Michel. Encyclopædia of the Enlightenment (2001) 1480pp
- Dupre, Louis. The Enlightenment & the Intellectual Foundations of Modern Culture 2004
- Gay, Peter. The Enlightenment: The Rise of Modern Paganism (1966, 2nd ed. 1995), 952 pp; excerpt and text search vol 1; The Enlightenment: The Science of Freedom, (1969 2nd ed. 1995), a highly influential study excerpt and text search vol 2;
- Greensides F, Hyland P, Gomez O (ed.). The Enlightenment (2002)
- Fitzpatrick, Martin et al., eds. The Enlightenment World. (2004). 714pp; 39 essays by scholars
- Hazard, Paul. European thought in the 18th century: From Montesquieu to Lessing (1965)
- Himmelfarb, Gertrude. The Roads to Modernity: The British, French, and American Enlightenments (2004) excerpt and text search
- Israel, Jonathan. Democratic Enlightenment: Philosophy, Revolution, and Human Rights, 1750–1790 (2011), 1152pp; intellectual history focused on radicalism
- Jacob, Margaret Enlightenment: A Brief History with Documents 2000
- Kors, Alan Charles. Encyclopædia of the Enlightenment (4 vol. 1990; 2nd ed. 2003), 1984pp excerpt and text search
- Munck, Thomas. Enlightenment: A Comparative Social History, 1721–1794 England. (1994)
- Outram, Dorinda. The Enlightenment(1995) 157pp excerpt and text search
- Outram, Dorinda. Panorama of the Enlightenment (2006), emphasis on Germany; heavily illustrated
- Porter, Roy. 2001. The Enlightenment. 2nd izdanje. ISBN 978-0-333-94505-6
- Petitfils, Jean-Christian. 2005. Louis XVI. Perrin. ISBN 2-7441-9130-2
- Sarmant, Thierry. 2012. Histoire de Paris: Politique, urbanisme, civilisation. Editions Jean-Paul Gisserot. ISBN 978-2-755-803303
- Reill, Peter Hanns, and Wilson, Ellen Judy. Encyclopædia of the Enlightenment. (2nd ed. 2004). 670 pp.
- Schmidt, James “Inventing the Enlightenment: Anti-Jacobins, British Hegelians, and the ‘Oxford English Dictionary,’” Journal of the History of Ideas 64, no. 3 (July 2003): 421–43 .
- Yolton, John W. et al. The Blackwell Companion to the Enlightenment. (1992). 581 pp.

### Namjenske studije
- Aldridge, A. Owen (ed.). The Ibero-American Enlightenment (1971).
- Andrew, Donna T. "Popular Culture and Public Debate: London 1780". The Historical Journal, Vol. 39, No. 2. (June 1996), pp 405–423. in JSTOR
- Brewer, Daniel. The Enlightenment Past: reconstructing 18th-century French thought. (2008).
- Broadie, Alexander. The Scottish Enlightenment: The Historical Age of the Historical Nation (2007)
- Broadie, Alexander. The Cambridge Companion to the Scottish Enlightenment (2003) excerpt and text search
- Bronner, Stephen. Reclaiming the Enlightenment: Toward a Politics of Radical Engagement, 2004
- Brown, Stuart, ed. British Philosophy in the Age of Enlightenment (2002)
- Buchan, James. Crowded with Genius: The Scottish Enlightenment: Edinburgh's Moment of the Mind (2004) excerpt and text search
- Campbell, R.S. and Skinner, A.S., (eds.) The Origins and Nature of the Scottish Enlightenment, Edinburgh, 1982
- Cassirer, Ernst. The Philosophy of the Enlightenment. 1955. a highly influential study by a neoKantian philosopher excerpt and text search
- Chartier, Roger. The Cultural Origins of the French Revolution. Translated by Lydia G. Cochrane. Duke University Press, 1991.
- Cowan, Brian, The Social Life of Coffee: The Emergence of the British Coffeehouse. New Haven: Yale University Press, 2005
- Darnton, Robert. The Literary Underground of the Old Regime. (1982).
- Europe in the age of enlightenment and revolution. The Metropolitan Museum of Art. New York. 1989. ISBN 0870994514
- Edelstein, Dan. The Enlightenment: A Genealogy (University of Chicago Press; 2010) 209 pages
- Golinski, Jan. "Science in the Enlightenment, Revisited," History of Science (2011) 49#2 pp 217–231
- Goodman, Dena. The Republic of Letters: A Cultural History of the French Enlightenment. (1994).
- Hesse, Carla. The Other Enlightenment: How French Women Became Modern. Princeton: Princeton University Press, 2001.
- Hankins, Thomas L. Science and the Enlightenment (1985).
- Israel, Jonathan I. Enlightenment Contested: Philosophy, Modernity, and the Emancipation of Man 1670–1752 (2008)
- Israel, Jonathan. Radical Enlightenment: Philosophy and the Making of Modernity, 1650–1750. (2001).
- Israel, Jonathan. A Revolution of the Mind – Radical Enlightenment and the Intellectual Origins of Modern Democracy. (2009).
- May, Henry F. The Enlightenment in America. 1976. 419 pp.
- Melton, James Van Horn. The Rise of the Public in Enlightenment Europe. (2001).
- Porter, Roy. The Creation of the Modern World: The Untold Story of the British Enlightenment. 2000. 608 pp. excerpt and text search
- Redkop, Benjamin. The Enlightenment and Community, 1999
- Reid-Maroney, Nina. Philadelphia's Enlightenment, 1740–1800: Kingdom of Christ, Empire of Reason. 2001. 199 pp.
- Roche, Daniel. France in the Enlightenment. (1998).
- Sorkin, David. The Religious Enlightenment: Protestants, Jews, and Catholics from London to Vienna (2008)
- Staloff, Darren. Hamilton, Adams, Jefferson: The Politics of Enlightenment and the American Founding. 2005. 419 pp. excerpt and text search
- Till, Nicholas. Mozart and the Enlightenment: Truth, Virtue, and Beauty in Mozart's Operas. 1993. 384 pp.
- Tunstall, Kate E. Blindness and Enlightenment. An Essay. With a new translation of Diderot's Letter on the Blind (Continuum, 2011)
- Venturi, Franco. Utopia and Reform in the Enlightenment. George Macaulay Trevelyan Lecture, (1971)

### Primarni izvori
- Broadie, Alexander, ed. The Scottish Enlightenment: An Anthology (2001) excerpt and text search
- Diderot, Denis. Rameau's Nephew and other Works (2008) excerpt and text search.
- Diderot, Denis. "Letter on the Blind" in Tunstall, Kate E. Blindness and Enlightenment. An Essay. With a new translation of Diderot's Letter on the Blind (Continuum, 2011)
- Diderot, Denis. The Encyclopédie of Diderot and D'Alembert: Selected Articles (1969) excerpt and text search
- Gay, Peter, ed. The Enlightenment: A Comprehensive Anthology (1973)
- Gomez, Olga, et al. eds. The Enlightenment: A Sourcebook and Reader (2001) excerpt and text search
- Kramnick, Issac, ed. The Portable Enlightenment Reader (1995) excerpt and text search
- Schmidt, James, ed. What is Enlightenment?: Eighteenth-Century Answers and Twentieth-Century Questions (1996) excerpt and text search